# Liste des personnages d'Arrow
 (août 2024).
- Si vous ne connaissez pas le sujet, laissez ce bandeau (vous pouvez alors contacter les auteurs).
- Si vous supprimez le contenu mis en cause (vous pouvez préalablement contacter les auteurs),

argumentez précisément cette suppression dans la page de discussion
(un manque de référence n'est pas un argument ; une recherche réelle de référence doit avoir été effectuée, être formellement documentée).
La liste de personnages d’Arrow, série télévisée américaine développée par Greg Berlanti, Marc Guggenheim et Andrew Kreisberg, est basée sur les personnages DC Comics provenant de l'univers de Green Arrow, apparus dans la série télévisée.

## Personnages principaux
Légende :  = Principal(aux)
Légende :  = Récurrent(es)
Légende :  = Invité(es)
| Rôle            | Acteur / Actrice    | Nombre d'épisodes | Nombre d'épisodes | Nombre d'épisodes | Nombre d'épisodes | Nombre d'épisodes | Nombre d'épisodes | Nombre d'épisodes | Nombre d'épisodes | Total | Statut                        |
| Rôle            | Acteur / Actrice    | Saison 1          | Saison 2          | Saison 3          | Saison 4          | Saison 5          | Saison 6          | Saison 7          | Saison 8          | Total | Statut                        |
| --------------- | ------------------- | ----------------- | ----------------- | ----------------- | ----------------- | ----------------- | ----------------- | ----------------- | ----------------- | ----- | ----------------------------- |
| Oliver Queen    | Stephen Amell       | 23                | 23                | 23                | 23                | 23                | 23                | 22                | 9                 | 169   | Décédé                        |
| John Diggle     | David Ramsey        | 23                | 23                | 23                | 23                | 23                | 21                | 21                | 9                 | 166   | Vivant                        |
| Felicity Smoak  | Emily Bett Rickards | 17                | 23                | 23                | 23                | 23                | 23                | 22                | 2                 | 156   | Vivante                       |
| Thea Queen      | Willa Holland       | 21                | 23                | 21                | 23                | 16                | 10                | 1                 | 2                 | 113   | Décédée/Vivante               |
| Laurel Lance    | Katie Cassidy       | 23                | 20                | 22                | 19                | 6                 | 12                | 13                | 9                 | 123   | Décédée/Vivante (Black Siren) |
| Quentin Lance   | Paul Blackthorne    | 20                | 19                | 18                | 18                | 18                | 15                | 1                 | 2                 | 111   | Mort/Vivant                   |
| Malcolm Merlyn  | John Barrowman      | 14                | 4                 | 18                | 14                | 4                 | -                 | 1                 | 1                 | 56    | Décédé                        |
| Sara Lance      | Caity Lotz          | 2                 | 22                | 5                 | 5                 | 1                 | 2                 | 1                 | 2                 | 40    | Vivante                       |
| Roy Harper      | Colton Haynes       | 6                 | 19                | 19                | 1                 | -                 | 2                 | 11                | 3                 | 60    | Vivant                        |
| Moira Queen     | Susanna Thompson    | 22                | 17                | -                 | -                 | 2                 | -                 | -                 | 2                 | 43    | Vivante                       |
| Slade Wilson    | Manu Bennett        | 10                | 21                | 1                 | -                 | 2                 | 3                 | -                 | -                 | 37    | Vivant                        |
| Tommy Merlyn    | Colin Donnell       | 20                | 1                 | 2                 | 1                 | 1                 | 1                 | 1                 | 2                 | 28    | Vivant                        |
| Curtis Holt     | Echo Kellum         | -                 | -                 | -                 | 11                | 23                | 23                | 13                | 2                 | 72    | Vivant                        |
| Adrian Chase    | Josh Segarra        | -                 | -                 | -                 | -                 | 22                | 1                 | -                 | 1                 | 20    | Décédé                        |
| Renee Ramirez   | Rick Gonzalez       | -                 | -                 | -                 | -                 | 21                | 19                | 17                | 5                 | 67    | Vivant                        |
| Dinah Drake     | Juliana Harkavy     | -                 | -                 | -                 | -                 | 12                | 22                | 20                | 6                 | 63    | Vivante                       |
| Ricardo Diaz    | Kirk Acevedo        | -                 | -                 | -                 | -                 | -                 | 13                | 12                | -                 | 24    | Décédé                        |
| Emiko Queen     | Sea Shimooka        | -                 | -                 | -                 | -                 | -                 | -                 | 11                | 1                 | 12    | Vivante                       |
| Mia Smoak       | Katherine McNamara  | -                 | -                 | -                 | -                 | -                 | -                 | 10                | 9                 | 19    | Vivante                       |
| William Clayton | Ben Lewis           | -                 | -                 | -                 | -                 | -                 | -                 | 11                | 9                 | 20    | Vivant                        |
| Connor Hawke    | Joseph David Jones  | -                 | -                 | -                 | -                 | -                 | -                 | 7                 | 9                 | 16    | Vivant                        |
| le Monitor      | LaMonica Garrett    | -                 | -                 | -                 | -                 | -                 | -                 | 3                 | 4                 | 7     | Vivant                        |

### Oliver Queen /Green Arrow
Interprété par Stephen Amell
Né le 16 mai 1985, Oliver Queen est le fils de Robert et Moira Queen. Héritier d'une fortune considérable, il est l'un des playboys de Starling City et connu pour ses frasques. Il a une petite amie, Laurel Lance, qui est sa fiancée ainsi qu'une petite sœur, Thea Queen. Un jour en 2007, il part sur le yacht familial, le Queen's Gambit, avec son père et il emmène avec lui Sara Lance, la sœur de sa fiancée avec qui il entretient une liaison. Mais pendant une tempête le bateau fait naufrage. Il est le seul survivant, après avoir vu Sara disparaître dans les eaux, puis son père se sacrifier en se tirant une balle dans la tête dans le canot de sauvetage, afin de laisser suffisamment de vivres à son fils pour qu'il rejoigne la terre ferme. Il échoue sur l'île de Lian Yu, perdue dans l'océan Pacifique. Oliver est sauvé au bout de 5 ans et ce n'est qu'en 2012 qu'il revient à Starling City (la série commence à cette date et pendant chaque épisode on assiste à des flashbacks, montrant ce qui arrive à Oliver durant ses 5 années de naufrage. Chacune des 5 premières saison de la série correspond à une année d'absence d'Oliver).
Dans la première saison, Oliver revient à Starling après 5 années, et découvre que beaucoup de choses ont changé. Sa petite sœur alors âgée de 13 ans à l'époque, a maintenant 17 ans, sa mère s'est remariée avec Walter Steel, l'associé de son père dans l'entreprise familiale Queen Consolidated et Laurel, sa fiancée, a entamé une liaison avec son meilleur ami Tommy Merlyn. Laurel en veut terriblement à Oliver pour la mort de Sara. Mais durant ces 5 dernières années, Oliver a beaucoup changé et il n'est plus un riche playboy milliardaire prétentieux. Maintenant, il a une mission, sauver Starling de tous les malfrats. Il va donc avoir un costume et devenir un justicier et s'occuper d'une liste de noms de criminels impliqués dans un grand projet criminel organisé de longue date. On apprend que son père lui a donné cette liste avant de mourir, et il souhaitait qu'Oliver rétablisse la justice en rayant ces noms et en faisant cesser leurs activités criminelles. Oliver va reprendre l'ancienne usine que son père utilisait pour Queen Consolidated et va la transformer en boîte de nuit. Avec Tommy, ils deviennent alors les gérants du Verdant, qui devient vite la boîte de nuit la plus prisée de tout Starling City, mais dans le sous-sol du Verdant, Oliver installe son QG de justicier et la nuit, il enfile sa capuche et tue petit à petit toutes les personnes sur la liste. John Diggle, son chauffeur et garde du corps, apprend qu'il est le justicier et l'aide dans sa croisade, rejoints plus tard par Felicity Smoak, employée de Queen Consolidated et grande génie de l'informatique, qui les guident sur le terrain derrière son écran. On apprend que la mère d'Oliver fait partie du projet auquel tous les noms de la liste sont associés, et que le chef de ce projet est Malcolm Merlyn, le père de Tommy. Ce projet vise à créer un tremblement de terre dans les Glades, le quartier pauvre de la ville. Oliver va tout faire dans le dernier épisode pour sauver le plus de monde possible du tremblement de terre mais il ne réussira pas à sauver Tommy qui se trouve dans un immeuble qui s'effondre. À la fin de l'épisode, il s'exile et retourne sur son île, Lian Yu. Pendant les flashbacks, Oliver a échoué sur une île et se rend compte qu'il n'est pas seul, des mercenaires dangereux ont installé leur base sur Lian Yu. Il fait la connaissance de Yao Fei, un Chinois recherché par les hommes présents sur l'île, qui lui apprend les bases de la survie, mais se fait rapidement capturer. Oliver est maintenant seul contre tous ces hommes. Mais un avion se crashe sur l'île, à l'intérieur Slade Wilson sort et Oliver vient l'aider. Il est un agent australien et était en mission avant qu'il perde le contrôle de son avion. Les deux naufragés deviennent rapidement des alliés et arrivent à libérer Yao Fei et sa fille Shado, mais poursuivis, Yao Fei se sacrifie pour laisser ses 3 amis partir. Après une lutte contre les mercenaires, Slade, Oliver et Shado arrivent à faire exploser toute leur base et sont à présent les 3 seuls survivants de l'île.
Au début de la deuxième saison, Diggle et Felicity viennent sur Lian Yu pour faire revenir Oliver à Starling car le tremblement de terre a des conséquences misérables sur la ville. Il reprend alors son costume. S'il a d'abord peu de scrupules à tuer ses adversaires, dès la saison 2, il prend la décision d'éviter de recourir au meurtre, en mémoire de son meilleur ami décédé Tommy Merlyn. C'est maintenant sa sœur Thea qui dirige le Verdant et Oliver devient le patron de Queen Consolidated maintenant que sa mère est en prison à la suite de son implication dans le tremblement de terre. Il s'est réconcilié avec Laurel et son père Quentin Lance lui fait maintenant confiance et reconnaît qu'il n'est à présent plus le playboy qui a fait mourir l'une de ses filles et fait souffrir l'autre. Mais rapidement en ville, une femme blonde, en cuir noir et avec un masque fait son apparition. Roy, le petit ami de Thea et le garçon que le justicier avait sauvé l'an dernier, va devenir l'informateur d'Oliver et va donc essayer de savoir qui est cette femme pour ensuite communiquer l'information au justicier. Il s'avère que cette femme n'est autre que Sara, la sœur de Laurel qui a survécu au naufrage. On apprend que Sara a été recueillie par la Ligue des Assassins. Oliver se remet avec Sara et se sent heureux, il est Arrow la nuit aux côtés de Dig et Sara, accompagné de Felicity derrière son écran et devient le mentor de Roy, et le jour, il est le PDG de Queen Consolidated. Mais tout bascule lorsque son passé le rattrape et que Slade Wilson débarque chez Oliver. Il a un bandeau sur l'œil droit, une force incontrôlable et surtout un désir de faire souffrir Oliver. Plus tard dans la saison, il enlève Thea et lui révèle qu'elle est la fille de Malcolm Merlyn, puis il enlève Oliver, Moira et Thea et demande à Oliver de choisir entre sa mère et sa sœur, mais Moira demande à Slade de la tuer et de laisser la vie sauve à sa fille, chose que Slade exécutera en transperçant Moira d'un sabre sous les yeux d'Oliver et Thea. Durant le dernier épisode de la saison, toute l'équipe lutte contre Slade et ses hommes et réussit à le vaincre. Oliver se sépare de Sara et montre qu'il est amoureux de Felicity, cependant, il refuse de sortir avec elle par peur qu'elle soit mise en danger à cause de lui. Dans les flashbacks, Oliver, Slade et Shado se débrouillent sur l'île et entament même une routine. Oliver tombe amoureux de Shado et ils se mettent ensemble. Slade, lui aussi, aime Shado mais le garde pour lui. Leur routine est de courte durée puisqu'un bateau fait son apparition à côté de l'île. Oliver va essayer de s'introduire dedans pour savoir à qui ils ont affaire, mais se fait capturer. Il découvre que Sara est vivante puisqu'elle se trouve à bord et que le bateau possède des cellules et retient plein d'hommes en otage. Durant cette année du passé d'Oliver, Sara va se joindre à lui, Slade et Shado et lutter contre les hommes du bateau. Anthony Ivo, leur chef, veut trouver le mirakuru, une drogue de combat pouvant donner une force surhumaine. Slade sera contraint d'en prendre pour sauver sa vie et aura une force extraordinaire. Ivo demandera à Oliver de choisir entre Sara et Shado, et sans qu'il réponde, Ivo tuera Shado d'une balle dans la tête. Slade fera la promesse de se venger d'Oliver car la femme qu'il aimait est morte (il reproduira la scène du choix avec Thea et la mère d'Oliver dans le présent). Oliver arrive à libérer tous les prisonniers du bateau et ensemble avec Sara, ils prennent possession du navire, tuent tous les hommes d'Ivo tandis que ce dernier meurt à la suite de trop graves blessures. Oliver choisit de tuer Slade en lui plantant une pierre dans l'œil (mais sans qu'il le sache ce dernier va survivre à cela et c'est pour cette raison qu'il lui manque un œil dans le présent). Quant à Sara, elle sera une nouvelle fois aspirée par les eaux et Oliver la croît morte encore une fois mais elle est en réalité recueillie par la Ligue des Assassins. Tous les prisonniers arrivent à s'échapper avec un ancien sous-marin japonais, et Oliver est lui, recueilli par Amanda Waller qui l'emmène en Chine.
Durant la troisième saison, Arrow est reconnu comme un héros par la ville. L'équipe se porte bien, désormais Roy accompagne Oliver sur le terrain. Oliver vit avec Thea dans le loft qu'elle loue. L'entreprise Queen Consolidated a été rachetée par Ray Palmer, un autre milliardaire et l'entreprise devient alors Palmer Technologies. Oliver révèle son secret à Thea. Sara se rend à Starling pour rendre visite à ses amis, mais elle se fait froidement assassiner de trois flèches dans le ventre. Pendant la grande majorité de la saison, l'équipe va tout faire pour trouver le meurtrier mais la Ligue des Assassins, et surtout Ra's Al Ghul, leur chef, va demander à Oliver de lui apporter l'assassin de Sara dans un temps limité, sinon il tuera des innocents de Starling City. L'équipe va apprendre que c'est Malcolm qui a drogué Thea pour que cette dernière tue Sara. Pour éviter de livrer Thea à Ra's Al Ghul, Oliver va le défier en duel mais il sera vaincu. C'est deux de ses amis qu'il a rencontré pendant son année de naufrage en Chine 5 ans auparavant, Maseo et Tatsu, qui vont l'aider à se remettre de ses blessures. Maseo fait partie de la Ligue et Tatsu vit seule dans la montagne, c'est Maseo qui amènera Oliver chez Tatsu pour qu'elle le sauve. On apprend que les deux amis d'Oliver, autrefois mariés, sont maintenant séparés. De retour à Starling, Oliver apprend que Laurel a pris le costume de sa sœur Sara et aide l'équipe la nuit et qu'elle a appris à se battre. Oliver aime Felicity mais se refuse toujours d'être avec elle. Plus tard, Quentin Lance, le père de Sara, apprend que sa fille est morte et en veut Arrow de ne pas le lui avoir dit, il décide alors à enlever la reconnaissance de "héros" qu'il lui avait donné et se met à le traquer avec la toute la police de Starling; Arrow est désormais considéré comme un criminel. Ra's Al Ghul apprend au capitaine Lance qu'Oliver Queen est Arrow et Quentin arrête Oliver, mais Roy se dénonce comme étant Arrow à la place d'Oliver afin de l'innocenter. Ra's demande à Oliver de devenir le prochain Ra's Al Ghul, sinon il s'en prendra à quelqu'un de sa famille. Il vient chez Thea et la tue, Oliver est donc contraint d'accepter sa proposition pour que Ra's Al Ghul ressuscite Thea. Oliver devient alors membre de la Ligue et s'appelle désormais Al Sah-Him, « l'Héritier du Démon » et le prochain Ra's Al Ghul. Il s'avère qu'Oliver cherche juste à gagner la confiance de Ra's pour le tuer ensuite. À la fin de la saison, l'équipe arrive à vaincre la Ligue et Oliver part vivre avec Felicity, après s'être débarrassé de Ra's Al Ghul. Dans les flashbacks, Oliver est en Chine, c'est sa troisième année d'exil et il travaille comme espion pour Amanda Waller. Il est hébergé chez un homme nommé Maseo Yamashiro qui vit avec sa femme Tatsu et son fils Akiyo. Il fait ce qu'Amanda Waller lui demande et se lie d'amitié avec la famille Yamashiro qui deviennent ses alliés. Ensemble, ils veulent arrêter un virus, l'Alpha-Omega, qui est mortel. Le fils de Maseo et Tatsu sera tué par le virus, ce qui séparera les parents et poussera Maseo à se joindre à la Ligue, laissant sa femme seule dans la tristesse. Quant à Oliver, Amanda Waller le ramène sur Lian Yu.
Dès la quatrième saison, Oliver vit avec Felicity et a décidé de ne plus être un héros mais Laurel, Dig et Thea le rappellent, la ville ayant besoin d'Arrow. Le nom de code d'Oliver devient alors Green Arrow. Il se présente à l'élection de maire et son nouveau QG se trouve au siège de sa campagne électorale. Toute la saison, il lutte contre Damien Darhk, un adepte de la magie noire. Il apprend qu'il a un fils, avec Samantha, une ex à lui qu'il a connu avant le naufrage du bateau, son fils a 9 ans et il s'appelle William. Lorsque Felicity l'apprend, elle rompt avec Oliver car il lui a caché cette information. Laurel est tuée par Damien Darhk et Oliver promet de la venger et de tuer Darhk. Il est effondré par la mort de son amie. Il devient maire à la fin de la saison, après avoir tué Damien Darhk pour protéger sa ville. Dans les flashbacks, Oliver est de nouveau sur Lian Yu et doit faire face à la magie. Désormais il sait très bien se battre et tirer à l'arc mais face à la magie, il doit être encore plus fort. Il s'allie avec une femme russe nommée Tanya et ensemble ils arrivent à arrêter les hommes qui se sont emparés de l'île encore une fois. Tanya meury à la toute fin et demande à Oliver d'aller en Russie pour elle, chose qu'Oliver fait mais il est attrapé par la mafia russe.
Dans la cinquième saison, Oliver est le maire de la ville et doit jongler entre son nouveau travail et sa vie de justicier. Après la mort de Laurel, le départ de John pour l'armée et celui de Thea qui ne veut plus être justicière, Oliver se retrouve seul et Felicity le convainc de former une nouvelle équipe. À présent ses coéquipiers sont Rene Ramirez aka Wild Dog, Evelyn Sharp, qui est une archère comme Oliver, Curtis Holt aka Mr. Terrific et Dig qui revient finalement dans l'équipe. Oliver devra combattre Adrian Chase alias Prometheus qui en veut à Green Arrow pour avoir tué son père 5 ans plus tôt, et va tout faire pour détruire tout ce qui est cher à Oliver en lui faisant prendre conscience de ses actes passés en tant que "the Hood". À la fin de la saison, il emmène son fils William, ainsi que toute la team et Samantha, la mère de William, sur Lian Yu. Oliver demandera l'aide de Malcolm Merlyn, Nyssa et Slade afin de sauver tout le monde. Après avoir réussi à faire sortir tout le monde de leurs cages, avec Felicity ils s'embrasseront avant qu'Oliver ne parte combattre seul à seul Adrian Chase qui détient William. Mais Chase a tout prévu et a placé des explosifs sur toute l'île, si Chase meurt, les explosifs se déclenchent et tous les amis d'Oliver sur l'île explosent aussi. Adrian se tire une balle dans la tête et Lian Yu explose. Dans les flashbacks, Oliver se trouve en Russie et devient un membre de la mafia russe, il est obligé sinon il sera tué. Il apprend les dures lois du plus fort et est plusieurs fois confronté à de la torture. À la fin, il retourne sur Lian Yu et on voit un bateau à l'horizon qui vient chercher Oliver et lui permet de rentrer à Starling City, revenant au point de départ de la série.
Dans la sixième saison, Oliver, accompagné de Dig, Curtis, Rene. Felicity et Dinah, combat le crime à Star City, 5 mois après les explosions de Lian Yu. Samantha est décédée sur l'île et Oliver, en plus de son rôle de maire et de Green Arrow, doit désormais être un père pour William. Mais son fils l'accuse de la mort de sa mère et le tient pour responsable. Il prend une décision très importante durant l'épisode 2, en proposant à Diggle de le remplacer en tant que Green Arrow pour s'occuper plus de son fils, ce que John accepte. Il se marie avec Felicity dans l'épisode 8 après avoir vaincu les nazis de Terre-X (lors du crossover event Crisis on Earth-X). Puis Oliver va reprendre son costume de Green Arrow, et Diggle celui de Spartan. La team va se diviser en deux, Dinah, Rene et Curtis vont former leur propre équipe et la team Arrow se réduira à Oliver, Felicity et Diggle, comme au bon vieux temps. Mais Cayden James, leur ennemi actuel, n'est maintenant plus seul, lui aussi a composé son équipe, avec Ricardo Diaz, Anatoly (qu'on avait vu dans les flashbacks des saisons 2 et 5 et qui était autrefois l'ami d'Oliver), Black Siren alias Laurel Lance de Terre-2 et Vincent alias Vigilante (l'ex de Dinah qu'on croyait mort). Afin de vaincre James et son équipe de méchants, les deux équipes devront malgré elles faire équipe pour le bien de la ville et Oliver et Dinah auront de nombreuses fois des désaccords sur les façons dont ils gèrent leurs équipes sur le terrain. On découvre alors qu'à l'épisode 13, Ricardo Diaz est celui qui a orchestré la mort du fils de Cayden James et donc le vrai antagoniste de cette saison. Il tue James lui-même. Oliver devra donc affronter un nouveau rival qui cherche à prendre le contrôle de la ville, avec en plus de ses occupations de père et de maire. Avec toutes ses responsabilités, Oliver finit par se disperser ; il est peut-être devenu une meilleure personne mais pas un meilleur héros. Après une dispute à propos du costume de Green Arrow, Diggle abandonne son meilleur ami. Felicity continue de soutenir son mari mais il préfère revenir aux bases et affronter Diaz tout seul. À la fin de la saison, avec le soutien du FBI, Oliver réussit à libérer Star City de l'influence de Diaz qui parvient quand même à s'échapper. À la suite de l'accord passé avec l'agent Watson, Oliver fait la paix avec ses coéquipiers, dévoile sa véritable identité au public et finit en prison, pour protéger ses proches.
Dans la septième saison, désormais à la prison de Slabside et son identité connue du public, Oliver Queen, détenu no 4587, tente de survivre avec tous les détenus qu'il a envoyés, en particulier Daniel "Brick" Brickwell, Ben Turner alias Bronze Tiger et Derek Sampson. Alors qu'il est sur le point d'être libéré, Ricardo Diaz, qui a juré de se venger, est bien décidé à tuer. Mais après une mutinerie dans la prison et un violent combat, Oliver parvient à neutraliser son rival en l'enfermant dans la cellule où il était, avant d'être officiellement relâché et de retrouver Felicity. Essayant de retrouver ses marques et ayant remarqué que sa femme a changé de comportement dans sa traque de Diaz, il décide de reprendre son costume de Green Arrow en travaillant avec la police, malgré la loi anti-justicier, avec ses anciens coéquipiers. C'est avec un énorme choc qu'il apprend que le nouveau Green Arrow, apparu récemment, est en réalité sa demi-sœur, Emiko Queen, que son père a abandonné. En voulant établir un lien fraternel entre eux et rattraper le temps perdu, il découvre par Laurel qu'Emiko dirige un groupe terroriste, appelé le Neuvième Cercle, et qu'elle a l'intention de détruire Star City en rendant son frère responsable pour se venger de l’abandon de leur père. Dans le dernier épisode de la saison, Oliver parvient à lui faire renoncer à sa vengeance après qu'elle a été trahie par le Neuvième Cercle. Avant de mourir, Emiko parvient à le prévenir qu'il doit se cacher, lui, sa femme et leur bébé, car le Neuvième Cercle va les traquer. Oliver et Felicity décident donc de quitter Star City et se cache dans un chalet connu seulement de Diggle et de Lyla. Quelques mois après la naissance de leur fille Mia, Mar Novu, un être cosmique appelé le Monitor vu lors du crossover event Elseworlds, vient chercher Oliver pour honorer son accord afin d'empêcher la crise qui va frapper l'ensemble du Multivers. Cependant, Mar Novu ayant vu l'avenir, cette crise ne sera évitée que par le sacrifice d'Oliver. C'est avec le cœur brisé qu'il quitte sa famille, après avoir juré à Felicity de se retrouver et de protéger leurs enfants.
Dans la huitième et dernière saison, le Monitor a chargé Green Arrow de récupérer des particules d'étoiles Naine sur Terre-2 où il sera vite rejoint par John Diggle pour l'aider. La mission est un succès mais Terre-2 est détruite par une vague d'énergie, un aperçu de la crise qui est de plus en plus proche. Oliver a le temps de ne sauver que Laurel Lance, devenu Black Canary sur sa Terre. Convaincu par Tatsu Yamashiro, Oliver commence à douter des motivations de Mar Novu et pense que c'est lui qui va provoquer la crise. Il fait appel à son équipe pour le neutraliser, mais finit par comprendre que leur meilleure chance d'arrêter la crise, c'est en collaborant avec Mar Novu.
La crise est caractérisée par une vague d'antimatière, générée par le jumeau astral de Mar Novu, l'Anti-Monitor, qui détruit toutes les réalités du Multivers. Lyla, devenu Harbinger le bras droit de Mar Novu, espère stopper la vague d'antimatière sur la Terre-38. Elle téléporte avec elle Oliver, Mia adulte et leurs amis super-héros (Flash, Supergirl, Superman, White Canary, Atom et Batwoman) pour affronter les forces de l'Anti-Monitor pendant l’évacuation de la Terre-38. Mais la bataille est perdue et Oliver se sacrifie pour donner plus de temps pour évacuer le plus de monde possible. Sa mort est un choc énorme pour tout le monde.
Cependant Barry et Mia refusent d'accepter sa mort. Ils recherchent un puits de Lazare sur une Terre non touchée par la vague avec l'aide de Sara Lance, d'abord réticente, et John Constantine. Oliver est revenu à la vie mais comme pour Sara autrefois, son âme manque. John Diggle, furieux de ne pas avoir été là, accompagne Mia et Constantine au Purgatoire pour retrouver l'âme d'Oliver. Contre toute attente, Oliver rencontre Jim Corrigan, alias Spectre, et décide de rester pour devenir à son tour le Spectre. Car c'est peut-être leur dernière chance de sauver tout le monde.
Le Multivers a disparu. Seuls les 7 Parangons ont été transportés au Point de Fuite pour trouver une solution. Oliver est devenu le Spectre et part retrouver ses amis restants : Flash (Parangon de l'Amour), White Canary (Parangon du Destin), Supergirl (Parangon de l'Espoir), Batwoman (Parangon du Courage), J'onn J'onzz (Parangon de l'Honneur), Ryan Choi (Parangon de l'Humanité) et Lex Luthor (qui a remplacé Superman de la Terre-96 en tant que Parangon de la Vérité avec l'aide du Livre du Destin). Il les emmène à l'époque de l'aube du temps, quand l'Anti-Monitor est né. Alors que les Parangons affrontent son armée, Oliver affronte directement l'Anti-Monitor. L'énergie libérée lors du combat permet à Oliver de recréer un nouveau Multivers mais ce geste lui coûte la vie, définitivement.
L'univers est recréé. Beaucoup de choses ont changé avec une nouveau flux temporel. Des amis d'Oliver morts depuis des années sont revenus à la vie. Tous les êtres vivants tués par la vague d'antimatière sont également revenus. De plus, on apprend que Terre-1, Terre-38 et la Terre-74 (la Terre de Black Lightning) ont fusionné en "Terre-Prime". Avec une nouvelle timeline, seuls les parangons ont conservé les souvenirs de l'ancienne timeline. Cependant, bien que le sacrifice d'Oliver a permis de recréer l'univers, l'Anti-Monitor a survécu. Tous les super-héros parviennent à le vaincre pour de bon. Après un discours de la présidente des États-Unis, Barry Allen, Kara Danvers, Sara Lance, Clark Kent, J'onn J'onzz, Kate Kane et Jefferson Pierce rendent un dernier hommage à Green Arrow et c'est en son honneur qu'une Ligue est créée.
Un mois après la crise, le maire Quentin Lance présente une statue de Green Arrow, le héros qui a sauvé Star City. Les obsèques d'Oliver sont organisés dans la résidence Queen avec sa famille (sa mère Moira, ses sœurs Thea et Emiko, sa femme Felicity, ses enfants Mia adulte et William jeune) et ses amis les plus proches (John Diggle, Lyla Michaels, Roy Harper, Dinah Drake, René Ramirez, Sara Lance, Laurel Lance, Quentin Lance, Nyssa Al Ghul, Talia Al Ghul, Barry Allen, Kara Danvers, Anatoly Knyazev et Tommy Merlyn) qui pleurent tous encore sa mort.
Dans la saison 9 de Flash, Barry apprend qu'Oliver n'est pas réellement mort. Ce dernier a conservé les pouvoir du Spectre et est devenu le gardien du nouvel multivers. Il ne peut intervenir que si le multivers est en danger.

### Laurel Lance /Black Canary/Black Siren(Terre-2)
Interprétée par Katie Cassidy
Dans la première saison, Laurel Lance est avocate puis devient procureur à Starling City. Elle est la fille de Quentin et Dinah Lance. Quand sa sœur Sara disparaît en mer avec Oliver Queen, son fiancé, Laurel, est dévasté et plonge dans l'alcool. Elle sort avec Tommy Merlyn le meilleur ami d'Oliver et devient simplement amie avec Oliver lorsqu'il revient de l'île après 5 ans d'absence. Quand Arrow apparaît, elle est une fervente supportrice et approuve sa manière d'accomplir la justice. Elle travaille avec lui en cachette en lui fournissant des informations du bureau du procureur, et en échange Arrow lui donne des pistes pour les affaires sur lesquelles elle travaille. Sa relation avec Tommy devient très sérieuse bien qu’elle éprouve encore quelques sentiments pour Oliver. Laurel est souvent en désaccord avec son père qui cherche à arrêter l'archer, le voyant comme un criminel et un assassin ; alors qu'elle le voit comme un héros qui souhaite aider Starling. À la fin de la première saison, elle rompt avec Tommy et se rapproche d'Oliver. Au dernier épisode, Tommy sauve Laurel de l'effondrement d'un bâtiment lors du tremblement de terre, mais le plafond s'écroule sur lui et Tommy est transpercé par une pique. Laurel sera effondrée par la mort de Tommy et verra l'archer sortir du bâtiment. Elle lui en voudra donc de ne pas avoir aidé Tommy.
Durant la deuxième saison, elle détestera Arrow car elle le tient pour responsable de la mort de Tommy. N'arrivant pas à faire son deuil, elle sombre dans l'alcool et la drogue et repousse l'aide de ses proches, au point qu'elle perd son emploi, malgré le soutien de son père. Elle découvre par la suite la véritable identité d'Arrow dans cette même saison.
Dans la troisième saison, elle devient Black Canary pour affronter la ligue des assassins, en l'honneur de sa sœur Sara tout juste décédée, précédente justicière qui se nommait The Canary, malgré les avertissements d'Oliver inquiet pour son manque d'expérience dans l'art du combat.
Dans la quatrième saison, Laurel Lance a réussi à s'imposer comme justicière en tant que Black Canary. Dans l'épisode 18, Damien Darhk la tuera.
Lors de la cinquième saison, elle revient par le biais d'une version alternative de la Terre-2, en tant que Black Siren (en) et qui est une tout autre Laurel que celle que Quentin Lance, son père, et l'équipe Arrow a connu : là où Black Canary avait ses pouvoirs par des gadgets, les cris de Black Siren viennent de ses pouvoirs de méta-humain. Elle n'a jamais été une héroïne mais une criminelle alliée à Zoom. Elle s'allie à Prometheus et sera vaincue par la nouvelle Black Canary (Dinah Drake) et Quentin. Dans la saison 6, Cayden James la sauve et l'évacue de Lian Yu.
Elle fait partie de l'équipe de Cayden James et ira assassiner Vincent Sobel (Vigilante, un justicier aux méthodes radicales) sur ordre de Cayden James pour sa trahison, provoquant la vengeance de Dinah Drake. Elle est ensuite sauvée par Lance, qui est persuadé qu'elle puisse devenir une bonne personne. Elle s'associe avec Ricardo Diaz, mais quand elle s'aperçoit de qui il est vraiment, elle décide de le trahir en ne dévoilant pas la véritable identité de Green Arrow au procès. Quand Diaz menace de la tuer, Quentin s'interpose prenant une balle à sa place, et décédera peu après.
Dans la saison 7, bien que Dinah se méfie toujours de Laurel, celle-ci obtient finalement le pardon de Dinah pour avoir tué Vincent Sobel. Laurel s'allie à la Team Arrow et cherche Diaz pour venger la mort de Quentin. Au fil des épisodes, Felicity et Laurel deviennent amies. Malgré son passé criminel, Laurel est la seule à se méfier d'Emiko Queen. Celle-ci l'a fait accuser de meurtre, ce qui la fait replonger dans la criminalité. C'est grâce à Sara Lance, Felicity et Dinah Drake que Laurel parvient à être blanchi et à se racheter de ses crimes passés. Elle décide de retourner sur sa Terre pour faire le bien sous le nom de Black Canary. Mais elle revient avec Curtis pour aider à combattre le neuvième cercle. Dans le futur, en 2040, elle est toujours une héroïne sur Terre-1, où elle sauve Mia Smoak, et elle dirige le réseau des Canaries avec Dinah.
Dans la huitième et dernière saison, Laurel Lance travaille avec Adrian Chase, qui est Green Arrow sur Terre-2, pour protéger Starling City. Après avoir sauvé la ville de Tommy Merlyn, Oliver, Diggle et Laurel parviennent à quitter Terre-2 après qu'une vague d'énergie l'ait détruite. Ravagée par la perte de sa Terre, Laurel apporte son aide à Oliver et Diggle pour stopper la crise et intègre officiellement la Team Arrow. Mar Novu a promis à Laurel de recréer sa Terre si elle trahit Oliver, ce qu'elle refuse. C'est la preuve qu'elle a vraiment changé, et pour la récompenser, le Monitor lui donne une chance de dire au-revoir à la seule personne qui ait vraiment cru en elle, Quentin Lance, en l'envoyant dans un monde parallèle.
Après les événements de Crisis on Infinite Earths, Laurel Lance est transportée en 2040 grâce à Sara pour tenter d'empêcher Star City de sombrer de nouveau dans le crime. Elle retrouve Dinah Drake et donne à Mia Queen les souvenirs de son ancienne vie. Elle deviendra un mentor pour Mia dans son rôle de Green Arrow.

### John « Dig » Diggle / Spartan
Interprété par David Ramsey
John Diggle est un vétéran de l'armée, vivant dans l'ombre de son frère mort au front, tué par Deadshot.
Dans la première saison, il rencontre Oliver quand Moira le charge d'être le garde du corps du milliardaire. Au début il n'est pas au courant qu'Oliver est le justicier mais il finira par le découvrir lorsque Oliver l'amène dans son QG pour soigner Dig. Ce dernier va vite être complice de ses sorties nocturnes et l'aidera sur le terrain mais également dans le repaire où il le guidera. Dig va se rapprocher de Carly, la femme de son frère décédé et ils se mettront ensemble. Il revoit également Lyla Michaels une fois, qui est un agent de l'ARGUS mais également une ancienne coéquipière de Diggle à l'armée. Il lui demande un service pour aider Oliver mais on apprend que Lyla et Dig étaient mariés, avant de divorcer. Il développe une amitié avec Felicity lorsqu'elle rejoint la petite équipe. Dig travaille donc pour la famille Queen en étant leur chauffeur et le garde du corps d'Oliver. Tandis que la nuit, il aide le justicier dans sa croisade.
Durant la saison 2, on apprend qu'il s'est séparé de Carly. Dig est toujours au service des Queen et membre de la team. Il aidera Roy lorsque ce dernier sera victime du mirakuru et la team compte désormais un nouveau membre. Quand Sara est de retour, il s'entend très bien avec elle. Son amitié pour Felicity est confirmée et il considère maintenant Oliver comme son meilleur ami. Il est appelé par Lyla pour l'aider dans une mission de l'ARGUS. Il fait la connaissance de la Suicide Squad, dont Floyd Lawton aka Deadshot (le meurtrier de son frère) fait partie[Quoi ?]. Dig doit faire face à sa colère et faire équipe avec Deadshot pour réussir la mission de l'ARGUS. Plus tard dans la saison, on apprend que Lyla était en mission en Russie mais sous couverture dans une prison mais qu'elle s'est faite démasquée et qu'elle à présent considérée comme une vraie prisonnière. Oliver ayant besoin d'aller en Russie pour Queen Consolidated, Diggle lui demande de venir pour qu'il libère Lyla. Arrivés en Russie, Diggle va entrer dans la prison afin d'aider Lyla et il se retrouvera de nouveau confronté à Floyd Lawton puisque lui aussi est un des prisonniers. Il l'aide à libérer Lyla, afin que lui aussi sorte de cette prison. Une fois sortis avec Lyla, Lawton apprendra à Diggle qu'il était chargé de tuer son frère et qu'il a été payé pour le faire, tout ce qu'il sait, c'est que ces employeurs se font appeler HIVE. De retour à Starling, Lyla et Diggle se remettent ensemble après cette mission.
À la saison 3, Lyla accouche de leur fille Sara, prénommée ainsi en l'honneur de Sara Lance qui est décédée dans les premiers épisodes de la saison. À présent, Diggle travaille toujours comme garde du corps et chauffeur d'Oliver personnel, maintenant que la mère d'Oliver est décédée et que le manoir Queen est vendu. John doit jongler entre sa vie de famille et sa vie de coéquipier d'Arrow la nuit. Il développe une nouvelle amitié avec Roy et Laurel qui font désormais partie de la team. Il adore sa fille et souhaite se marier avec Lyla et cette fois ne pas divorcer. C'est lorsqu'il est prisonnier avec Oliver à Nanda Parbat au siège de la Ligue des Assassins qu'il lui demande d'être son témoin s'ils arrivent à s'en sortir. Bien sûr Oliver et Diggle s'en sortent et à leur retour, le mariage de Diggle et Lyla a lieu. Mais leur voyage de noces est de courte durée puisque Amanda Waller (directrice de l'ARGUS et employeur de Lyla) débarque pour leur annoncer que la Suicide Squad reprend du service pour une mission ! Lyla et Diggle embarquent donc avec Deadshot et Cupid pour empêcher une prise d'otages. Diggle se retrouve donc confronté une nouvelle fois à Lawton. À la fin de la saison, Oliver (désormais membre de la Ligue des Assassins) est obligé de kidnapper Lyla pour montrer sa loyauté envers Ra's. L'équipe réussit à la libérer mais Diggle n'accepte pas qu'Oliver ait mis sa femme en danger. À la fin de la saison, il est heureux avec sa famille et continue de protéger Starling avec Laurel et Thea.
Dans la saison 4, Diggle devient Spartan et il défend la ville aux côtés de Thea et Laurel. Il apprend que son frère est vivant et qu'il est un fantôme au service de Damien Darhk et d'HIVE. Lorsque Oliver revient pour reprendre son costume, Diggle refuse toujours de lui pardonner, il faudra attendre que Green Arrow se prenne une carte tranchante pour sauver Diggle lors d'une mission, pour qu'il lui pardonne. Plus tard, l'équipe viendra sauver le frère de Diggle et le cacher dans une cage, pour qu'il les aide à battre Damien Darhk et son armée. Son frère finira par s'allier avec l'équipe, et Diggle fera tout pour montrer à son frère que Darhk est mauvais et qu'il doit changer de camp. Une fois sa confiance regagnée, Andy vient habiter chez la famille Diggle. Il fournit quelques renseignements à l'équipe contre Darhk, mais malheureusement on découvre qu'Andy est toujours du côté de Damien Darhk, le prévient de tout ce que fait la team et il les trahit en pleine mission contre HIVE. Diggle s'en veut de lui avoir fait confiance car cette confiance aveugle a conduit à la mort de Laurel. Il le retrouve et le tue accidentellement, après que ce dernier a menacé de tuer Lyla ou Sara. Rongé par la culpabilité, il décide de repartir dans l'armée à la fin du dernier épisode.
Dans la saison 5, à cause du Flashpoint que Barry Allen de la série Flash a créé, Diggle a un fils, John Jr., à la place d'une fille. Pendant son bref retour dans l'armée, il se fait piéger par un général et se retrouve en prison. Oliver va le faire évader et il réintègre l'équipe. Il se retrouve encore une fois en prison, mais il est finalement innocenté. Diggle / Spartan est de retour dans la saison, il est présent pour soutenir ses amis durant toute la saison, mais lors du dernier épisode, il est emmené sur Lian Yu comme toute l'équipe et subit des explosions.
Lors de la saison 6, John est sain et sauf, mais il rate la majorité de ses tirs face à Black Siren et Alex Faust pendant une mission. Ce qui va causer la chute de Rene d'un pont, qui s'est fait tirer dessus par un des hommes de Faust, sur lequel Dig n'a pas réussi à tirer. Heureusement, Oliver le rattrape. Durant les explosions de Lian Yu, un éclat de bombe le touche au cerveau et le fait trembler lors des combats. Durant l'épisode 2, Oliver lui demande de le remplacer en tant que Green Arrow, ce qu'il accepte. Mais Oliver apprend pour sa blessure à la main et il décide reprendre le costume. C'est qui va créer un fossé entre les deux amis, Diggle quitte Oliver et rejoint ARGUS. Mais il se joint au combat final contre Diaz pour la libération de Star City, après s'être réconcilié avec son meilleur ami mais il préfère ne pas reprendre le costume de Green Arrow.
Dans la septième saison, John travaille toujours pour ARGUS, prend régulièrement des nouvelles d'Oliver en prison et essaie de retrouver Ricardo Diaz qui s'est allié à la tribu des chasseurs pour se venger d'Oliver. Lyla et John découvrent une conspiration au sein de l'ARGUS qui est en lien avec un certain Dante qui, lui-même a été en contact avec Ricardo Diaz et la tribu des chasseurs. À la suite d'une mission ratée pour en savoir plus sur Dante, Diggle prend la responsabilité de cet échec et décide de quitter l'ARGUS, pour protéger sa famille et de permettre à Lyla de continuer son enquête en toute discrétion. Diggle rejoint la Team Arrow et essaie de déjouer les plans d'Emiko et du neuvième cercle. Après avoir sauvé la ville, Diggle cache Oliver et Felicity dans un chalet connu seulement de Lyla et de lui-même, à cause du contrat sur leur tête et sur leur fille lancé par le neuvième cercle. Dans le futur, Diggle et Lyla adoptent le fils de Ben Turner, Connor Hawke.
Dans la saison 8, prévenu par Felicity, Diggle retrouve Oliver sur Terre-2 pour l'aider à déjouer la crise qui approche. Diggle refuse de laisser son ami mourir. D'après la création du nouvel univers, John Diggle est effondré d'apprendre que son frère d'armes soit mort, envahi par le sentiment de l'avoir abandonné. Il participe à la dernière bataille contre l'Anti-Monitor "pour Oliver". Lyla et lui ont maintenant une fille, Sara, et un fils John Diggle Junior.
Après que l'univers ait été relancé, John fait un discours aux funérailles d'Oliver entouré de sa famille et ses amis. Il déménage à Metropolis où Lyla a été promue. Avant de partir, une météorite s'est crashée et John y trouve une boîte renfermant une lumière verte. Il est donc possible qu'il devienne Green Lantern.

### Felicity Smoak / Overwatch
Interprétée par Emily Bett Rickards
Informaticienne d'excellence, elle a fini deuxième à un concours informatique au sein de la Queen Consolidated.
Dans la saison 1, Felicity Megan Smoak est un personnage secondaire. Elle travaille dans la société de la mère d'Oliver, Queen Consolidated. Au début, Oliver vient la voir plusieurs fois afin qu'elle l'aide à analyser des ADN, tracer une personne ou encore demander un avis informatique sur des criminels mais rapidement Felicity est mise au courant qu'Oliver est le justicier par Diggle à la suite d'un accident d'Oliver sur le terrain. Elle entre alors dans la team et aide Oliver dans sa quête pour « nettoyer » la ville à l'aide de la liste laissée par son père. Au fur et à mesure, de la saison elle développe des sentiments pour Oliver qui ne sont pas tout à fait réciproques.
Lors de la deuxième saison, elle fait totalement partie de la team originelle avec Oliver et Dig. Lorsque Sara sera de retour à Starling, elle se sentira mise de côté par la team mais surtout par Oliver. Mais rapidement elle deviendra amie avec Sara et la team lui expliquera qu'elle est unique et irremplaçable. Elle développera une relation compliquée avec Barry Allen le temps de deux épisodes (ces épisodes servant d'introduction à la série The Flash) mais il s’avérera que ce n'est que de l'amitié très sincère entre eux. Dans le dernier épisode de cette même saison, c'est elle qui pensera à demander l'aide de Cisco Ramon et Caitlin Snow (personnages de The Flash) pour trouver un antidote du Mirakuru afin de sauver la ville de l'état de siège. Durant la saison, ses sentiments pour Oliver se confirment et lui se rend compte qu'il tient à Felicity, et c'est dans le dernier épisode qui lui annoncera pour la première fois qu'il l'aime (il s'avère qu'en vérité il s'agit d'un piège afin de duper Slade Wilson)
Dans la troisième saison, ne pouvant vivre son amour avec Oliver qui refuse de penser à se mettre ensemble afin de la protéger de sa vie de justicier, Felicity se rapproche de Ray Palmer avec qui elle entretient une relation amoureuse. Au cours de cette même saison ses sentiments amicaux envers Dig et Roy se confirment. C'est lors du voyage de la team à Nanda Parbat au siège de la Ligue des Assassins que Felicity et Oliver se mettront ensemble. Au dernier épisode de cette même saison, elle décide de quitter Starling City avec Oliver.
Au début de la quatrième saison, ils reviennent lors des différentes attaques des Ghosts dirigé par Damian Darhk. Elle retrouve son père, un hacker comme elle auparavant, qui se fait arrêter, grâce à sa propre fille, mais celui-ci lui vient en aide contre Damian Darhk à la fin de la saison. Elle devient également directrice de Palmer Technologies à la suite du « décès de Ray » (qui en réalité vivant mais cela doit rester secret) qui lui a légué l'entreprise. De là, Felicity fait la connaissance de Curtis Holt qui est un nouvel employé de Palmer Tech. Elle est victime d'une attaque de Damien Darhk avec Oliver lorsqu'ils étaient en voiture, et à la suite de cela, elle est paralysée et ne peut plus marcher. C'est Curtis qui fabriquera une puce dans la colonne vertébrale lui permettant de remarcher. Elle découvre aussi qu'Oliver a un fils, ce qui mène à leur rupture car il lui a menti. Plus tard, ils se réconcilient mais elle décide de rester ami avec Oliver et d'être présente pour lui lorsque tout le reste de la team part.
Dans la cinquième saison, Felicity a un nouveau petit ami, Billy Malone, mais il se fait assassiner par Oliver, piégé par Prometheus. Elle aime toujours Oliver, leurs sentiments sont réciproques mais ils ne se l'avouent pas. À la fin de la saison 5 lors du dernier épisode, ayant peur de mourir avec les autres sur Lian Yu et de ne plus jamais revoir Oliver, ils s'embrassent.
Lors de la sixième saison, Felicity est bien vivante et continue d'être Overwatch auprès de l'équipe Arrow. Elle se marie finalement avec Oliver dans l'épisode 8 après avoir vaincu les nazis de Terre-X. Malgré la Team Arrow divisée, Felicity continue de soutenir Oliver et devient une mère de substitution pour William.
Dans la saison 7, Felicity et William ont intégré le programme de protection des témoins. À la suite d'une attaque de Ricardo Diaz, Felicity décide d'envoyer William en pensionnat et de traquer Diaz, quitte à employer des moyens radicaux. Ne pouvant pas compter sur John, elle fait appel Laurel et elles deviennent progressivement amies. Après la libération d'Oliver ayant remarqué son changement de comportement, elle reproche à son mari d'avoir pris des décisions inconsidérées sans tenir compte de son opinion ou celui de son fils. Mais ils se réconcilient et Felicity apprend qu'elle est enceinte après le départ de William chez ses grands-parents. Elle encourage Oliver de prendre contact avec sa demi-sœur Emiko. Dans le futur, Felicity élève seule sa fille Mia, elle fait appel à Nyssa Al-Ghul pour entraîner sa fille dans le maniement de l'arc jusqu'à l'âge adulte. En 2040, elle apprend un vaste complot visant à détruire Star City, simule sa mort et met William sur la voie pour aller chercher Roy sur Lian Yu, et retrouve Dinah et Zoe Ramirez. La ville sauvée, après s'être recueilli sur la tombe de son mari, elle dit au revoir à ses enfants et part avec le Monitor pour "revoir Oliver" après tant d'années.
L'univers a été relancé. Le sacrifice d'Oliver bouleverse Felicity qui revient à Star City quand William se fait enlever. Quand elle voit sa fille adulte, quand elle voit qu'elle est devenue une héroïne, elle reprend espoir en un avenir sans son mari. En 2040, Felicity a pu élever Mia et William à Star City au sein de la résidence Queen. Elle a créé sa propre entreprise de la technologie où William travaille également.
Sur Terre-1, quand le Monitor vient chercher Felicity, il l'emmène dans un monde paradisiaque où elle retrouve l'amour de sa vie.

### Thea Dearden Queen /Speedy
Interprétée par Willa Holland
Thea Queen est la sœur cadette d'Oliver. La disparition de son frère, dont elle était proche et en admiration, la marque et elle commence à devenir une figure des nuits de Starling City, souvent arrêtée pour consommation de drogue. Après un accident de voiture sous drogue le soir de l'anniversaire de ses 18 ans, elle a été condamnée à une peine de travaux d'intérêt général dans le cabinet de Laurel. Elle y travaille donc pour éviter d'aller en prison. Un jour, en se promenant dans les rues des glades avec Laurel, elle se fait voler son sac à main par un jeune garçon. Elle va rechercher son nom et il s'avère que le voleur se nomme Roy Harper. Elle va se rapprocher de lui et va tout faire pour qu'il quitte sa vie de délinquant, et elle lui offrira un job dans la boîte de nuit de son frère afin de le remettre sur le droit chemin. Après avoir sauvé la vie de Thea d'un malfrat dans les rues, ils vont sortir ensemble.
Dans la saison 2, c'est elle qui dirige maintenant le Verdant, la boîte de nuit d'Oliver et Roy travaille avec elle. Au début de la saison elle en voudra à sa mère pour son association avec Malcolm Merlyn, de ce qu'elle a fait avec le tremblement de terre et la considérera comme une meurtrière pour les 503 victimes; mais Roy va lui faire prendre conscience qu'il faut profiter des bons moments qu'elle a avec sa mère, et leur relation s'intensifie de plus en plus. Elle finira par pardonner à sa mère et même la soutenir dans sa campagne de maire à sa sortie de prison. Plus tard dans la saison, elle est enlevée par Slade Wilson (l'ennemi d'Oliver) qui lui révèle qu'elle est la fille de Malcolm Merlyn et pas celle de Robert Queen, par conséquent, Oliver et Théa sont seulement demi-frère/demi-sœur. Elle en voudra terriblement à Oliver et sa mère de lui avoir caché cette information. Dans le dernier épisode, elle souhaite quitter la ville à la suite de l'assassinat de sa mère par Slade Wilson, mais la ville entre en état de siège par des hommes masqués commandés par Slade et Thea est sauvée par Malcolm Merlyn à la gare, son vrai père. Roy l'appelle et lui demande de le rejoindre pour quitter la ville ensemble mais juste avant de partir Roy doit aider Oliver et la team à sauver la ville et Thea se rend compte qu'il lui a menti et qu'il travaille encore avec Arrow. Elle part rejoindre son père pour vivre une nouvelle vie et elle veut qu'il lui apprenne à se battre et devenir forte pour ne plus jamais souffrir.
Elle est entraînée au combat et aux arts martiaux par son père dans la saison 3 à Corto Maltese une petite île au large du Mexique. Oliver et Roy viennent pour la convaincre de revenir à Starling City avec eux. À son retour Thea va cacher à tout le monde qu'elle a vécu ces derniers mois avec Malcolm Merlyn et qu'il lui a appris à se battre. Thea reprend le Verdant et va sortir avec Chase, le DJ de la boîte de nuit mais il est en réalité un des sbires de Ra's Al Ghul qui souhaite la mort de Malcolm et donc celle de Thea. Chase sort avec elle dans l'unique but de la tuer mais Roy arrive à temps et réussit à sauver Thea. On apprend que c'est en fait Thea qui a tué Sara Lance, mais sous l'emprise de Malcolm qui l'avait droguée afin qu'elle tue la sœur de Laurel; elle n'est donc pas responsable car elle n'avait pas conscience de ce qu'elle faisait. Oliver avoue son secret à Thea et lui montre qu'il est Arrow et elle est admirative de ce qu'a fait son frère pour Starling. Elle se rendra compte qu'elle est toujours amoureuse de Roy après qu'il a pris sa défense face à la team mais ne lui avouera pas tout de suite. Elle part avec Oliver sur Lian Yu afin de subir un entraînement avec son frère et il lui apprendra là-bas qu'en réalité c'est elle qui a tué Sara. Elle s'en voudra énormément même si elle a été droguée, mais elle sera surtout en colère contre Malcolm et ne lui pardonnera jamais de lui avoir fait cela car Sara était son amie. Après s'être disputée avec Malcolm à son retour de Lian Yu, Thea va retrouver Roy chez lui pour chercher du réconfort et ils se remettent ensemble. Après que Roy se dénonce comme étant le justicier "Arrow" à la police afin de sauver Oliver, Thea va le voir en prison et va lui rendre visite pour lui demander s'il a un plan, mais Roy lui promet que tout va bien se passer et Thea est très inquiète pour lui. Le capitaine Lance lui annonce que Roy s'est fait poignarder en prison quelques heures après et qu'il est mort. Thea sera effondrée et le soir même. Ra's Al Ghul viendra chez elle et la transpercera d'une épée, elle meurt. Oliver la retrouve et l'amène à Nanda Parbat au siège de la ligue des Assassins afin de la ramener à la vie grâce au puits de Lazare et en échange Oliver se joint à Ra's. Mais lorsque Thea est ressuscitée, Ra's le prévient qu'elle sera différente dans quelque temps. De retour à Starling, Felicity annonce à Thea que Roy est vivant et qu'il l'attend à Hub City. Après une nuit ensemble, Roy laisse une lettre à Thea lui disant de garder son costume d'Arsenal et de vivre une vie normale, en dernier, il lui avoue encore une fois qu'il l'aimera toujours.
Dans la quatrième saison, Thea devient Speedy, elle porte le costume de Roy et devient membre de la team Arrow, elle travaille à présent avec Oliver pour sa campagne à la mairie. Elle sortira avec Alex Davis le conseiller politique de son frère. Mais Thea commencera à devenir différente à la suite de sa résurrection et avoir une soif de sang, elle sera rapidement incontrôlable. La visite de Roy lors d'un seul épisode lui fera très plaisir mais ils savent tous les deux que c'est impossible que Roy reste à Star City car tout le monde le croît mort, c'est sa dernière apparition. C'est Nyssa qui fournira un remède à Oliver afin d'aider Thea à combattre sa soif de sang. Durant cette saison, elle jongle donc entre son travail à la mairie et sa vie de justicière avec la team la nuit. Mais lorsque Laurel est assassinée par Damien Darhk, Thea perd son amie et est vraiment triste de sa mort. Alex Davis lui aussi, meurt à la fin de la saison, mais Thea n'est pas touchée par sa mort. Elle décide de raccrocher son costume à la toute fin du dernier épisode, pour Laurel et n'a plus l'envie de continuer d'être Speedy.
Lors de la cinquième saison, elle travaille, en tant que directrice de cabinet, avec Oliver maintenant qu'il est devenu maire. Elle a raccroché son costume de Speedy, sauf lors de l'invasion des Dominators, car elle pense toujours son ami Laurel. Vers la moitié de la saison, elle commence à avoir des idées de plus en plus machiavéliques, le même genre d'idée que sa mère n’hésiterait pas à prendre pour protéger sa famille. Donc elle préfère démissionner et quitter la ville pour se remettre en question et prendre du recul. Après une longue absence, elle revient pour les derniers épisodes mais son avenir et celui du reste de toute la team est incertain après les explosions de Lian Yu.
Au début de la sixième saison, Thea a survécu au drame de l'île mais elle est dans le coma. Elle se réveillera à l'occasion de Thanksgiving. Elle reprend son poste de directrice de cabinet après le renvoi de René. Plus tard, dans la saison, elle assistera au retour de Roy et décidera de quitter Star City avec lui et Nyssa pour détruire les 3 Puits de Lazare découverts par son père, peu avant sa mort et réparer ses torts.
Dans l'épisode 3 de la saison 8, Oliver se rend à Nanda Parbat pour trouver des informations sur Mar Novu et retrouve sa sœur Thea. Avec Nyssa, elle a détruit les derniers puits de Lazare mais elle est toujours en guerre contre la guilde de Thanatos. À la fin de l'épisode, Thea et Talia unissent leurs efforts pour créer une ligue de héros.
Sur la Terre-Prime, Thea accepte la proposition de mariage de Roy Harper et tous les deux assistent aux obsèques d'Oliver où elle rencontre sa sœur Emiko.

### Quentin Lance
Interprété par Paul Blackthorne
Le lieutenant Quentin Larry Lance travaille pour la police de Starling City et est chargé de traquer l'archer justicier qui sévit dans la ville. Il a deux filles, Laurel et Sara, et a été marié à Dinah. Sa dernière fille Sara, a accompagné Oliver sur son yacht en 2007 et est décédée dans le naufrage. Il devient alcoolique à la suite de la mort de sa chère fille et développe une haine contre Oliver qui est mort pendant le naufrage également. Seule Laurel essaie de le soutenir tant bien que mal. Quentin divorce avec sa femme.
C'est pourquoi dans la première saison, il est particulièrement hostile à Oliver. Le lieutenant souhaite plus que tout arrêter le justicier connu sous le nom de "La Capuche/Arrow" mais à la fin de la saison il se rend compte qu'il rend service à la ville.
Dans la deuxième saison, il se retrouve coincé entre son devoir d'homme de loi et la mission juste de l'archer. Il est rétrogradé au rang de Sergent. Quentin apprend que sa fille Sara est vivante et rapidement toute la famille Lance est au courant. À ce moment, il envisage de se remettre avec son ex-femme Dinah, mais elle n'est pas de cet avis. Il défend totalement la justice d'Arrow, c'est d'ailleurs lui qui trouvera ce nom. Il aide l'équipe et lui fournit toutes les informations dont elle a besoin au cours de toutes les enquêtes. Dans le dernier épisode, il est aux côtés de la team pour combattre les Supersoldats de Slade Wilson mais il est victime d'un AVC à la fin de la saison 2 à la suite du choc qu'il a reçu en se battant face un des Supersoldats.
À la troisième saison, à la suite de ses actions et en raison de son état de santé, il est promu capitaine et ne peut plus aller sur le terrain. Au cours d'une conférence de presse, Quentin annonce à toute la ville qu'Arrow n'est plus l'un des individus les plus recherchés et qu'à partir de maintenant il est reconnu comme justicier. Malgré son interdiction de terrain, il communique souvent avec la team. Il tente à plusieurs reprises de communiquer avec Sara, mais en réalité, elle est décédée au début de la saison et Laurel lui cache cette information. Plus tard, il comprendra que la femme se faisant passer pour Sara en tant que Black Canary la nuit est Laurel et c'est à ce moment-là qu'elle lui annoncera qu'elle prend la place de sa sœur pour lui faire honneur car Sara est morte. Lorsqu'il apprend que Laurel lui a caché la mort de Sara pendant plusieurs mois, il devient amer et vengeur. Accusant Arrow d'être en grande partie responsable car il travaillait avec Sara la nuit, il lui en veut de lui avoir caché cela. Quand Ra's Al Ghul vient annoncer à Quentin qu'Oliver Queen est Arrow, il organise une vendetta personnelle : il le traque sans relâche et ira même jusqu'à l’arrêter, dévoilant à toute la ville qu'Arrow n'est autre qu'Oliver. Il pensait l'avoir coincé mais Roy se dénonça en costume d'Arrow ce qui permet à Oliver d'être innocenté. Il détruira également leur Q.G. et tente même en vain de démanteler la Team Arrow. À la fin de la saison, il se rend compte qu'Oliver n'est pas coupable de la mort de Sara et s'en veut. Il finit en bons termes avec Oliver.
Dans la quatrième saison, il assiste à la résurrection de sa fille Sara au puits de Lazare dans les premiers épisodes. Il se met à sortir avec la mère de Felicity, Donna Smoak, et infiltre H.I.V.E, l'organisation de Damien Darhk, ce qui lui vaudra de perdre son emploi car il "a pactisé avec le diable". Sa fille aînée Laurel sera tuée par Darhk et Quentin retombera dans l'alcool et la dépression. À la fin de la saison, il se sépare de Donna et est licencié de la police.
Dans la cinquième saison, Quentin est de nouveau alcoolique. Thea a de la peine pour lui et se donne la mission d'aider le père de son amie Laurel, maintenant qu'elle n'est plus là. Il est sans emploi et, grâce à Thea, il arrive à combattre l'appel de l'alcool. Oliver lui propose de travailler avec lui comme son adjoint personnel à la mairie.
Dans la sixième saison, Quentin est toujours aux côtés de l'équipe Arrow, il a survécu aux explosions de Lian Yu et est toujours adjoint au maire. Persuadé que Laurel de Terre II est comme sa fille, une fille bien. Il fera tout pour la protéger comme sa propre fille décédée. Il meurt à la fin de la saison d'une balle tirée par Ricardo Diaz, alors qu'il voulait protéger Laurel.
Grâce au sacrifice d'Oliver pendant la crise, Quentin Lance est toujours en vie et il est le maire de Star City. Il assiste aux funérailles d'Oliver après avoir présenté une statue de Green Arrow en son honneur.

### Curtis Holt /MrTerrific
Interprété par Echo Kellum
Curtis arrive dans la série lors de la quatrième saison. Il est gay, marié à Paul et est un employé de Palmer Technologies, il travaille avec Felicity. Il découvrira plus tard que cette dernière est membre de l'équipe d'Arrow et finira par travailler pour eux. Il développera une amitié au cours de cette même saison avec Felicity. Curtis est un vrai génie de l'informatique, en plus d'être un vrai cinéphile, et aide la team. D'ailleurs, c'est lui qui créera la nano-puce permettant à Felicity de pouvoir remarcher
Dans la cinquième saison, il choisira de se battre aux côtés d'Oliver sur le terrain, créant Mr Terrific son nom de justicier. Paul rompra avec lui car il trouve que Curtis lui ment et lui cache des choses. Grâce à son génie, Curtis va créer des robots sphères, l'accompagnant sur le terrain pour donner des décharges à ses adversaires.
Dans la sixième saison, Curtis a survécu aux explosions de Lian Yu. Il se bat toujours aux côtés de l'équipe Arrow avec l'aide de ses T-sphères. il aura un nouveau copain dans cette saison.
Dans la septième saison, Curtis travaille pour l'ARGUS avec John Diggle. Mais les méthodes extrêmes de l'ARGUS le poussent à démissionner et à partir travailler pour l'une des plus grandes entreprises de la technologie à Washington. Il revient dans le dernier épisode de la saison pour sauver la ville du neuvième cercle.
Dans la huitième saison, Curtis essaie d'en savoir plus sur la vague d'énergie, qui a détruit Terre-2, pour neutraliser Mar Novu, sous la demande d'Oliver. Il est désormais marié à Nick Anastas.

### Rene Ramirez / Wild Dog
Interprété par Rick Gonzalez
Ancien militaire, sa femme a été tuée à cause de ses problèmes de drogue, à la suite de cela, il sombre dans l'alcool et perd la garde de sa fille Zoé Ramirez. Il fait son possible pour récupérer sa garde. Ayant vu Green Arrow tué Damien Darhk, il veut devenir un justicier et fait partie de la nouvelle équipe d'Oliver. Il se fait torturer par Tobias Church, mais son équipe réussit à le sauver. Il participe à toutes les missions de l'équipe, il rejoignit l'équipe de la mairie d'Oliver pour seconder Quentin revenu de cure de désintox. Il se fera enlever par Black Siren et combattra les élèves de Talia Al Ghul avec Nyssa.
Dans la sixième saison, il survit à Lian Yu et se dote d'un nouveau costume. Quand Oliver cède le costume de Green Arrow à Diggle, Rene lui reproche le manque d'initiative de Diggle. Par la suite, il accepte totalement Diggle. Pris au piège par le FBI, il relèvera la véritable identité de Green Arrow, Oliver l'expulsa de la team. L'équipe est divisée en deux parties, Oilver Diggle et Felicity et Rene, Curtis et Dinah. C'est René qui a eu l'idée qui permettrait à Oliver d'être acquitté lors de son procès. À la suite de cela, Oliver et René font la paix.
Dans la septième saison, René essaie d'aider les autres sans être Wild Dog, ce qui n'est pas facile. Il initie les jeunes des Glades dans l'auto-défense. Malgré l'accord d'Oliver passé avec le FBI, il décide de redevenir un justicier pour aider le nouveau Green Arrow qui est la demi-sœur d'Oliver. Dans le futur, en 2040, René est le maire des Glades, a tourné le dos à sa vie de justicier et a coupé les ponts avec ses anciens équipiers. Il participe au programme pour faire exploser Star City jusqu'à qu'il change d'avis.
Dans la huitième saison, René continue à être Wild Dog et, en parallèle, il est candidat à la mairie. Après l'arrivée inattendue de Mia, William et de Connor en 2019, il est perturbé quand il apprend la mort de sa fille Zoé provoqué par JJ Diggle. D'après la création du nouvel univers, comme pour John Diggle, René est effondré en apprenant la mort d'Oliver. Il participe à la dernière bataille contre l'Anti-Monitor. Avec le nouvel univers, le futur a changé, en 2040 Star City est libéré du crime et René en est à son troisième mandat à la mairie.

### Dinah Drake / Black Canary
Interprétée par Juliana Harkavy
Dans la cinquième saison, Green Arrow et son équipe sont à la recherche d'une potentielle remplaçante de Laurel pour incarner la justicière Black Canary. Lors de l'épisode 11 de cette même saison, ils entendent parler d'une méta-humaine nommée Dinah Drake qui sévit à Central City (la ville où vit Barry Allen). Celle-ci possède un cri surpuissant obtenu lors de l'explosion de l'accélérateur de particule à Central City, qu'elle peut mieux diriger que Laurel. Après plusieurs échanges, elle rejoint l'équipe d'Arrow et endosse le costume de Black Canary.
Lors de la sixième saison, elle est promue au statut de personnage principal. Elle se dote d'un nouveau costume et est désormais lieutenant de police. Elle découvre la blessure de Diggle, lui reproche de se mettre et de mettre en danger l'équipe. Elle découvrira et gardera secret l'identité de Vigilante qui n'est qu'autre que son ancien partenaire, Vincent Sobel. Elle sera affectée par sa mort dans la saison 6, quand Cayden James ordonne à Laurel Lance/Black Siren (Terre 2) de le tuer pour sa trahison. Elle est déterminée à tuer Black Siren bien qu'Oliver tente de la convaincre de céder à la vengeance. Mais elle fait la paix avec lui à la fin de leur combat pour la libération de Star City.
Lors de la septième saison, Dinah est devenue capitaine de police et raccroché son costume de Black Canary. Son nouveau poste au sein de la police l'oblige à arrêter le nouveau Green Arrow. Après une attaque de la tribu des chasseurs, Dinah accorde son pardon à Laurel pour le meurtre de Vincent Sobel. C'est elle qui a eu l'idée que les justiciers collaborent avec les forces de l'ordre. Grâce à cette collaboration entre la police et les justiciers, Dinah renfile son costume de Black Canary. Cependant, elle se fait agresser par un tueur en série qui lui tranche la gorge, elle ne pourra plus jamais utiliser son pouvoir. Dans le futur, en 2040, Dinah et Laurel, dans une Star City dominé par les gangs, ont créé un réseau de justiciers appelé les Canaris.
Dans la huitième saison, d'après la création du nouvel univers, comme pour John Diggle, Dinah est effondré en apprenant la mort d'Oliver et elle a retrouvé son cri. De façon inexpliquée, elle s'est retrouvée à Star City en 2040 où elle est devenue gérante de bar. Elle reprend son costume de Black Canary pour empêcher la future vague de crime avec Laurel et Mia.

### Roy Harper / Arsenal
Interprété par Colton Haynes
Roy Harper est au début un voleur vivant tant bien que mal dans les bas quartiers de Starling City. Il vole le sac à main de Thea et après qu'elle est déposé une plainte contre lui, elle décide de le remettre sur le droit chemin et lui offre un job au Verdant. Ils se rapprochent et finissent par sortir ensemble. Roy est sauvé par le justicier au cours de la première saison et il tombe rapidement en admiration auprès de celui qui l'a sauvé. Il propose à Thea de l'aider à trouver le justicier. Dans le dernier épisode de la saison 1, il sauve des personnes coincées dans un bus pendant le tremblement de terre et veut prendre exemple sur le justicier, il devient un des plus fervents défenseurs d'Arrow à la fin de ce même épisode.
Dans la saison 2, il finit par rencontrer Arrow et lui propose son aide. Il devient alors son espion et lui fait parvenir toutes les informations qu'il a sur les bandits du quartier des Glades. Roy travaille au Verdant avec Thea, leur relation devient de plus en plus sérieuse et il aime vraiment Thea. Harper se lie d'amitié avec Sin, une jeune, vivant dans les mauvais quartiers comme lui et tous les trois avec Thea, ils vont tenter de découvrir pourquoi, comment et par qui un ami de Sin a été tué. Pendant une recherche, Roy est capturé et affecté par le Mirakuru. Mais lorsque l'on en reçoit, soit on meurt (comme Max l'ami de Sin), soit ce sérum miraculeux nous permet d'avoir une force impressionnante. Roy devient alors très fort et Arrow lui propose de lui apprendre à maîtriser son nouveau pouvoir mais Roy devient violent et colérique, il n'y qu'avec Thea qu'il réussit à rester calme. Oliver décide alors de lui révéler qu'il est Arrow pour que Roy lui fasse confiance et accepte son aide pour se contrôler. Mais les efforts d'Oliver pour aider Roy ne fonctionnent pas, l'ancien délinquant est complètement incontrôlable. Ollie demandera à Roy de rompre avec Thea, il ne veut pas que Roy fasse du mal à sa sœur. Il lui demande également de quitter la ville, chose, que Roy exécute afin de protéger Thea. Oliver le retrouve quelques épisodes après, dans un hangar où Roy ainsi que d'autres hommes, ont reçu une autre dose de Mirakuru. Il ramène Roy à Starling, mais lorsque le jeune se réveille il est dans un état second et totalement incontrôlable, il tue un policier et Oliver arrive à l’assommer. Les scientifiques de Star Labs trouvent un remède contre le mirakuru le soir du siège de la ville et le donnent pour aider la team. Oliver l'injecte directement à Roy afin de la sauver et il se réveille immédiatement de son état mais Roy a perdu sa force, il est donc guéri du mirakuru. Il appelle tout de suite Thea et lui demande de le rejoindre afin de quitter la ville ensemble. Mais lorsqu'elle arrive chez lui, Roy reçoit un SMS de Felicity lui disant qu'Oliver, Diggle et elle ont besoin de lui maintenant afin de sauver la ville. Il demande à Thea de l'attendre et part aider la team. Oliver lui offre un masque ainsi qu'un arc, une vraie récompense et fierté pour Roy. Après avoir sauvé la ville, il revient chez lui pour partir avec Thea mais elle lui laisse une lettre expliquant qu'il lui a menti et qu'il travaille encore avec Arrow, elle ne veut plus souffrir et rompt avec lui par lettre et explique qu'elle quitte définitivement la ville.
Dans la saison 3, Roy est devenu Arsenal, il a un costume rouge et fait partie intégrante de la team Arrow. Il pense toujours à Thea et souhaite qu'elle revienne à Starling, de même pour Oliver. Il retrouve sa trace et partent alors tous deux retrouver Thea à Corto Maltese qui accepte de revenir. Elle reprend son rôle de patronne au Verdant et nomme Roy au rang de sous-directeur, elle souhaite qu'ils ne soient que des amis. Roy adore être Arsenal la nuit et de protéger la ville aux côtés d'Oliver. Lorsque ce dernier s'absente afin de combattre Ra's Al Ghul, toute la team le croit mort et Roy fera équipe la nuit avec Laurel qui est maintenant de l'équipe. Il est présent pour Thea et s'inquiète souvent pour elle. Mais il s'aperçoit qu'elle sort avec Chase et va les suivre parce qu'il n'a pas confiance. Roy fait bien de mener sa petite enquête, car il arrive à temps pour sauver Thea avant que Chase la tue chez elle. Il prend la défense de Thea face à toute la team et se rapproche d'elle. Les deux ont un point en commun: ils ont tué une personne sous l'effet de drogue. En effet, on apprend que c'est en réalité Thea qui a tué Sara sous une drogue que Malcolm lui a donné. Roy va alors aider l'aider à surmonter ça vu que lui aussi a du vivre avec la mort du policier qu'il a tué. Dans l'épisode 16, Thea vient chez lui, elle s'est disputé avec son père et Oliver, Roy est alors là pour l'aider et ils se remettent ensemble. À partir de l'épisode 18, Arrow est maintenant traqué, et pour aider Oliver, Roy va se dénoncer à sa place et donc être emprisonné. Là-bas, il va subir une agression et peu de temps après il sera poignardé et mourra. Oliver s'en veut de ne pas avoir aidé Roy et Thea est dépitée. Mais Roy, Digg et Félicity avaient un plan: faire croire que Roy était Arrow, qu'il simule sa mort, et que tout le monde pense que Arrow était mort afin d'innocenter Oliver. Arsenal est donc obligé de quitter la ville dans l'épisode 19. On revoit Roy dans l'épisode 22 où Thea lui rend visite afin de rester avec lui, après une nuit ensemble, Roy donne son costume à Thea et lui demande de refaire sa vie à Starling.
Roy vient en tant qu'invité dans l'épisode 12 de la saison 4, où il remet son cher costume d'Arsenal lors d'un épisode car il a besoin de la team. Quelqu'un a découvert qu'il était toujours en vie et le fait chanter. Lorsque l'affaire est réglée, il rend visite à Thea qui souffre de sa soif de sang, les deux se font une déclaration d'amour et Roy repart.
Dans l'épisode 15 de la saison 6, Roy Harper fait son grand retour. On apprend qu'il va témoigner contre Oliver dans l'affaire de Green Arrow. Mais en vérité Roy doit témoigner sous la contrainte, des hommes de Richard Dragon le torturent afin qu'il accepte, mais Roy refuse et préfère souffrir plutôt que de trahir Oliver. Lorsque Thea l'apprend, elle décide de remettre son costume de Speedy pour sauver Roy, et part donc avec Oliver pour sortir Roy d'un hôtel où on le retient. Quand Thea arrive devant Roy pour le détacher elle l'embrasse. Ensuite, elle commence à ouvrir la fenêtre pour qu'ils s'échappent, mais les renforts de Dragon arrivent et Oliver tire une flèche pour faire sortir Thea, depuis l'immeuble d'en face. Roy se retrouve donc à nouveau entre les mains de Richard Dragon. Plus tard c'est Dragon lui-même qui s'occupe de faire souffrir Roy mais lui ne le frappe pas, il lui fait comprendre qu'il peut aussi faire du mal à Thea pour atteindre Roy. Puis Oliver, Thea et Diggle arrive au casino où Roy est prisonnier et arrivent à le délivrer. Roy revient dans le QG avec la team, il a deux côtes cassées et des bleus. À la fin de l'épisode, Roy et Thea s'embrassent et fêtent leurs retrouvailles comme il se doit. Puis dans l'épisode 16, Thea et Roy quittent la ville pour commencer une nouvelle vie ensemble mais ils sont attaqués par des membres de la ligue des assassins qui recherchent Thea, Nyssa vient à leur secours. Pendant l'épisode, toute la team avec l'aide de Nyssa vont chercher une carte qui révèle l'emplacement d'autres puits de Lazare dans le monde entier. Thea va donc accepter l'offre de Nyssa et partir avec elle pour détruire les puits. Roy décide de suivre Thea et de partir avec elle et Nyssa.
Roy Harper revient dans la saison 7 pour aider la Team Arrow dans leur combat contre le neuvième cercle. Lors d'une mission qui a mal tourné, Oliver comprend que Roy a été tué par la guilde de Thanatos et ressuscité par Thea. Mais à cause du Mirakuru toujours présent dans ses veines, il n'a pu être soigné par le lotus correctement pour sa soif de sang. Il réapparaît lors de flashback dans le futur qui se passent 20 ans après en 2040. William, le fils d'Oliver, arrive sur Lian Yu pour y trouver Roy, qui est seul, suivant les instructions de Felicity. Tous les deux partent pour Star City où ils retrouvent Dinah Drake et Zoé Ramirez. Tous les quatre suivent les instructions de Felicity, apparemment morte, et découvrent un plan visant à détruire Star City. On n'en sait pas plus sur les 20 ans écoulés pour Roy.
Dans la saison 8, ne pouvant pas contrôler sa soif de sang, Roy essaie de redémarrer une vie tranquille, à l'écart de toute violence. Mais John Diggle demande son aide pour contrer le Monitor. Au cours de la mission sur Lian Yu, Roy s'est retrouvé le bras coincé. Pour lui sauver la vie, Connor n'a pas eu d'autres choix que de l'amputer. Après le sacrifice d'Oliver, il a une prothèse pour son bras droit. Ne voulant plus quitter Thea, il la demande en mariage et elle accepte.

### Mia Smoak Queen / Blackstar / Green Arrow II
Interprété par Katherine McNamara
Mia Smoak est la fille d'Oliver Queen et de Felicity Smoak. Elle a vécu toute sa vie cachée, avec sa mère, des ennemis de son père et entraînée par Nyssa Al-Ghul dans le maniement de l'arc. Elle a toujours rendu les justiciers responsables de la situation chaotique de Star City. En apprenant le complot de Star City, malgré les désaccords avec sa mère, elle décide de sauver Felicity avec son frère William. Après avoir sauvé la ville et les adieux de Felicity, Mia et William reprennent le flambeau de leurs parents et continuent de protéger Star City avec Connor Hawke et Zoé Ramirez.
Dans la saison 8, Mia et ses amis tentent réunifier la ville, seul le gang des Deathstrokes dirigé par John Diggle Junior leur barre la route. De façon inexpliquée, Mia, William et Connor se retrouvent en 2019 en présence de la Team Arrow. Oliver essaie de créer une bonne relation avec sa fille mais celle-ci le rejette lui reprochant de l'avoir abandonnée.
Lors de la crise des Terres infinies, Mia participe à la bataille contre les forces de l'Anti-Monitor.
Avec la création du nouvel univers, la chronologie a changé donc tout comme la vie de Mia Queen. En 2040, Mia a grandi avec Felicity et William dans la résidence Queen, est diplômé et fiancée à JJ Diggle. Cependant, Laurel et Dinah reviennent dans sa vie en lui rendant les souvenirs de son ancienne vie. Elles ont besoin de l'aide de Mia pour retrouver une de ses amies dont sa future mort va plonger Star City dans le crime. Ne pouvant s'empêcher de jouer les héroïnes, Mia décide d'honorer son père en devenant à son tour Green Arrow. Il semblerait que c'est à cause de Mia que Star City sera de nouveau plongé dans le crime.
Sara vient chercher Mia en 2040 pour qu'elle assiste aux funérailles de son père. Elle a l'occasion de rencontrer sa mère pour lui dire qu'elle est Green Arrow dans le futur pour honorer son père.

### William Clayton
Interprété par Jack Moore (Jeune) Ben Lewis (adulte)
William Clayton est le fils d'Oliver Queen, conçut lors d'une nuit avec Samantha Clayton alors qu'Oliver était en couple avec Laurel Lance. Moira a donné un chèque de 2 millons dollars à Samantha pour qu'elle dise à Oliver qu'elle a perdu le bébé et déménager à Central City. Et que cet argent servira pour les études de l'enfant mais ne sera jamais utilisé. Âgé de 9 ans, Oliver apprend son existence lors l'affrontement contre Vandal Savage. Souhaitant connaître son fils, Samantha lui pose un ultimatum : si Oliver veut connaître William, il devra rien dire à personne sur l'existence son fils. C'est à contre-cœur qu'il accepte cette situation, il ne le dira à personne, pas même à Felicity. De ce fait, William se fait kidnapper respectivement par Damien Darhk et Adrian Chase pour atteindre son père. Dans la saison 6, après la mort de sa mère, il est sous la tutelle de son père. Malgré le fait que son père soit Green Arrow, il est terrifié à l'idée de perdre le seul parent qui lui reste. Il finit par comprendre pourquoi son père est Green Arrow, développe une bonne relation avec Oliver et sa belle-mère Felicity devient sa confidente. Dans la saison 7, après l'identité de Green Arrow révélée, voulant avoir une vie normale, William part vivre chez ses grands-parents mais n'aura plus de nouvelles de son père ou de Felicity.
En 2040, William a été contacté par Felicity pour retrouver Roy Harper sur Lian Yu. En retournant dans une Star City envahi par les gangs, il rencontre sa demi-sœur Mia Smoak. Après avoir sauvé la ville de la destruction, tous les deux continuent de protéger Star City.
Sur Terre-Prime, l'univers rebouté, William a grandi dans la résidence Queen avec Felicity et sa sœur. Il travaille avec sa belle-mère dans son entreprise.

### Connor Hawke
Interprété par Joseph David Jones
Connor Hawke est le fils du mercenaire Ben Turner et de Sandra Hawke. Dans le futur, il sera adopté par John Diggle et Lyla Michaels et devient un agent de Knightwatch fondé par ses parents adoptifs. Il fait partie de la Team Arrow avec Mia Smoak, William Clayton et Zoé Ramirez.
On ne sait pas ce qui est arrivé à Ben Turner. Quand John et Lyla ont recueilli Connor, JJ est devenu son meilleur ami mais Connor a toujours eu un meilleur traitement que JJ.

## Anciens personnages principaux

### Moira Queen
Interprétée par Susanna Thompson
Moira Queen est la mère d'Oliver et Thea. Après la disparition de son mari Robert Queen, elle reprend un temps la tête de Queen Consolidated et se remarie avec Walter Steele. Impliquée dans de nombreuses affaires troubles, elle cache beaucoup de secrets, comme ses liens avec Malcolm Merlyn.
Dans la deuxième saison, elle est poursuivie pour complicité de meurtre de masse à cause du séisme déclenché par Merlyn. Et elle risque la peine de mort. Mais elle est déclarée non coupable par le jury mais c'est grâce à Malcolm Merlyn qui a simulé sa mort, corrompu le juré principal et appris que Théa est sa fille. Elle tente de se faire élire maire de Starling City. Elle se fait assassiner par Slade Wilson à la fin de la deuxième saison. Elle apparaît dans la cinquième saison , à l'occasion du centième épisode et à la fin de cette même saison, lorsque Oliver appela sa mère pour l'informer qu'il était vivant et qu'il revenait chez lui.
Maintenant que l'univers a été rebooté, Oliver a pu sauver sa mère de Slade Wilson.

### Tommy Merlyn
Interprété par Colin Donnell
Tommy Merlyn est le fils de Malcolm Merlyn et le meilleur ami d'Oliver Queen. Comme lui, il est un riche héritier connu de la vie nocturne de Starling City. Sa mère est morte lorsqu'il avait huit ans, son père Malcolm travaille avec Moira Queen. Avec la disparition d'Oliver, il commence à nouer une relation avec Laurel Lance, l'ex-fiancée de son ami. Dans la saison 1, il devient gérant du Verdant, le club d'Oliver, puis démissionne pour travailler avec son père lorsqu'il apprend la double identité de son ami. Il meurt dans le dernier épisode de la première saison, tué dans l'effondrement d'un immeuble des Glades provoqué par son père.
Il revient dans une hallucination d'Oliver dans la saison 2 et dans deux flashbacks de la saison 3, le montrant à la recherche de son ami dans les îles asiatiques. Il est cité dans l'épisode crossover de la saison 5 où la team Arrow est pris dans une version idéaliste de leur vie.
Sur Terre-2, Tommy Merlyn est Dark Archer. Alors qu'Oliver était porté disparu, Théa est morte d'une overdose de vertigo et Tommy s'en veut pour ne pas avoir pu la protéger.
Grâce au multivers rebooté, Tommy Merlyn est en vie et a été marié à Laurel Lance (union faites avec Laurel Lance de Terre-1).

## Antagonistes

### Malcolm Merlyn /Dark Archer
Interprété par John Barrowman
Malcolm Merlyn est un riche homme d'affaires ayant souvent côtoyé les Queen, et un ami proche de Robert. Tout au long de la série, Malcolm et Oliver ont toujours eu une relation très complexe : Malcolm peut être autant l'ennemi juré de Green Arrow que son meilleur allié. Marqué par la mort violente de sa femme, abattue pendant une agression, il disparaît pendant plusieurs années et devient un des membres les plus dangereux de la Ligue des Assassins : l'Archer Noir. Il fait semblant de mourir lors de son combat contre Oliver dans la première saison. On apprend qu'il est le père biologique de Théa dans la saison 2, après seulement une nuit avec Moira. Il l'entraîne durant la troisième saison au combat et aux arts martiaux, et va même jusqu'à la manipuler pour se libérer de la Ligue des Assassins qui a mis un contrat sur sa tête, à la suite de la destruction des Glades. Toutes ses actions, aussi immorales qu'elles le sont, servent uniquement ses intérêts même s'il prétend qu'il les fait pour le bien-être de sa fille. Il devient Ra's al Ghul à la fin de la saison 3, après qu'Oliver a tué le précédent. Dans la saison 4, Merlyn refuse d'abandonner son titre de Ra's al Ghul à Nyssa, pour guérir Théa de sa soif de sang. Enragé par sa décision, Oliver le défie dans un combat et lui coupe la main gauche. Peu après, Nyssa devient Ra's al Ghul et dissout la Ligue. Merlyn rejoint alors Damien Darhk et son organisation H.I.V.E, pour se venger d'Oliver et gagne une prothèse pour remplacer sa main perdue. Ses actions conduisent à l'enlèvement de William, le fils d'Oliver et à la mort de Laurel Lance des mains de Darhk. Quand Darhk perd ce qui lui reste de raison, après la mort de sa femme, Merlyn déserte H.I.V.E et aide la Team Arrow, à le vaincre. Il réapparaît dans la saison 5 pour aider Oliver à vaincre Adrian Chase / Prometheus parce qu'il détient sa fille Théa. Dans le dernier épisode de la saison 5 sur Lian Yu en voulant retourner à l'avion pour échapper à Prometheus, Théa va marcher sur une mine, Malcolm va alors la pousser pour prendre sa place et ainsi lui sauver la vie faisant exploser la mine et le tuant lui, quelques hommes d'Adrian Chase ainsi que Digger Harkness/Captain Boomerang.

### Slade Wilson / Deathstroke
Interprété par Manu Bennett
Slade Wilson est un mercenaire australien, expert en combat au corps à corps. Il s'est échoué sur Lian Yu avec son camarade Billy Wintergreen, comme lui agent de l'ASIS, pour libérer Yao Fei. Dans leur unité ils portent le costume et le nom de code de Deathstroke. Leur mission est de sauver Yao Fei de l'île. Leur avion s'écrase et ils se font capturer par Edward Fyers. Billy Wintergreen rejoint le camp de Fyers tandis que Slade Wilson réussit à s'échapper avec Yao Fei. Il prend en main la formation d'Oliver sur l'île afin de lui permettre de survivre dans ce milieu extrêmement hostile. Slade devient un mentor pour Oliver et ils deviennent des frères. Il tombe amoureux de Shado, la fille de Yao Fei, mais elle lui préfère Oliver. Pour le sauver d'une mort certaine, Oliver lui injectera le Mirakuru et Slade deviendra peu à peu Deathstroke promettant de faire perdre à Oliver tout ce qu'il aime car il le juge responsable de la mort de Shado dont il était amoureux.
Laissé pour mort sur Lian Yu, Wilson viendra à Starling City, toujours motivé par sa vengeance. Il sera emprisonné dans une prison de l'ARGUS sur Lian Yu à la fin de la deuxième saison. Slade finira par détester Oliver, car c'est à cause de lui que Shado est morte. Il sera libéré par Malcolm Merlyn dans un épisode de la saison 3, mais sera de nouveau emprisonné par Oliver et Thea. Dans la saison 5, Oliver lui propose une alliance en échange d'information pour retrouver son fils Jo pour vaincre Adrian Chase / Prometheus, chose qu'il accepte, le duo aidé par la team Arrow et Nyssa Al Ghul réussi à sauver William et à stopper l'équipe de Prometheus.
Dans la sixième saison, Slade survit à l'explosion de l'île, il a abandonné l'équipe mais est revenu sur sa décision et retrouve Samantha morte quelques secondes avant l'arrivée d'Oliver. À la suite de cela, Slade voyage autour du monde pour retrouver son fils Joe avec les infos qu'Oliver lui a fournies. Il reviendra demander de l'aide à ce dernier, le duo ira à Kasnia pour récupérer son fils emprisonné mais il apprendra sa mort puis finalement sa capture. Furieux, Slade drogue Oliver et va seul sauver son fils du gang des Jackals dont il s'avère finalement que Joe Wilson est le chef du groupe. Slade tente de sauver son fils en le manipulant mais ce dernier comprend que le Mirakuru a détruit la part d'ombre de son père et après un combat ou il apprend l'existence de son second fils Grant, Joe fuit. Slade renvoie Oliver à Star City auprès de son fils William, et part seul à la recherche de ses fils, partant en bons termes avec son frère d'armes, ne voulant pas qu'il fasse les mêmes erreurs que lui (au sujet de son fils).

### Ra's al Ghul
Interprété par Matthew Nable
Père de Nyssa et de Talia, il est le chef de la ligue des Assassins, craint par tous ceux qui le connaissent. Il vit depuis une bonne centaine d'années grâce au puits de Lazare capable de guérir toutes les blessures et de ralentir son vieillissement. Il obligera Oliver à découvrir l'identité de la personne qui a tué Sarah dans la saison 3, et se battra en duel contre lui que Ra's remportera. Ayant survécu, il tente de séduire Oliver en essayer de faire de lui son héritier et, devant son refus, monte tout la ville contre lui. Malgré ses efforts, Ra's décide de tuer Thea pour forcer Oliver à accepter sa proposition. De ce fait, en échange de la résurrection de sa sœur, Oliver devient l'héritier du démon mais tout cela est en réalité un subterfuge avec Malcolm pour se débarrasser définitivement de Ra's. Oliver finira par le tuer dans le dernier épisode de la saison 3 car il savait que tant que Ra's sera en vie, il ne laissera jamais sa ville tranquille. Ra's al Ghul lui remet sa bague avant de mourir pour qu'il devienne le prochain Ra's al Ghul, mais c'est Malcolm Merlyn qui prendra la bague, qui avait un accord avec Oliver. Bien qu'ils aient été ennemis, dans la saison 5, Oliver décrit Ra's comme quelqu'un d'honorable, ce qui montre qu'il avait un certain respect pour lui.

### Damien Darhk
Interprété par Neal McDonough
Il est le principal méchant de la quatrième saison, qui veut régénérer la Terre et l'humanité en provoquant une apocalypse nucléaire mondiale. Ancien membre de la ligue des assassins et un vieil ami de Ra's Al Ghul, c'est un homme qui possède des pouvoirs mystiques qu'il tire d'une idole. Il puise sa force des morts et peut absorber l'énergie vitale des êtres humains. C'est lui qui assassinera Laurel alors qu'il s'échappe de prison. Il est finalement tué par Oliver qui lui plante une flèche en plein cœur, vengeant Laurel. Il est ressuscité par sa fille. C'est également un adversaire récurrent des Légendes. Nora dans la troisième saison de la série Legends of Tomorrow, mais sera tué par Mallus en se sacrifiant pour sauver sa fille.

### Adrian Chase / Prometheus
Interprété par Josh Segarra
Antagoniste principal de la cinquième saison, c'est lui qui tue Tobias Church. Il commence à tuer toutes les personnes ayant un lien avec la liste que possédait Oliver dans la saison 1, des anagrammes des noms de ses victimes. Archer aussi doué que Green Arrow, il semble parfaitement bien le connaître, même ses secrets les mieux gardés. Il est révélé qu'il est le fils illégitime de l'une des victimes d'Oliver quand il était "The Hood". Entraîné par le professeur d'Oliver, Talia Al-Ghul, ayant constamment plusieurs longueurs d'avance sur Oliver, manipulateur et vrai sociopathe, il veut totalement détruire Green Arrow en lui faisant prendre conscience des conséquences de ses actes passés. Selon lui, "toutes les personnes que Oliver touche meurent". Artemis est son complice. Il affronte Oliver sur tous les fonts, que ce soit au corps à corps, en politique et en psychologique. Il a torturé Oliver pour qu'il avoue son grand secret. Refusant de voir Oliver gagner, il se suicide à la fin de la saison, ce qui déclenche plusieurs explosions sur Lian Yu alors que ses équipiers et tous les amis d'Oliver s'y trouvent.
Sur Terre-X (une réalité alternative de l'univers décrit), Prometheus est l'identité de Tommy Merlyn qui meurt dans l'épisode 8 de la saison 6.
Sur Terre-2, Adrian Chase n'est pas Prometheus mais Green Arrow et travaille avec Laurel Lance pour la protection de Starling City. Il semble avoir été formé par Bruce Wayne/Batman.

### Cayden James
Interprété par Michael Emerson
Cayden James est l'antagoniste de la 1re partie de la saison 6. Pirate informatique de renommée internationale, il opérait avec le groupe Helix jusqu'à son arrestation par ARGUS. Initialement, il révélait des secrets d'État ou d'entreprise sur le net. La Team Arrow le fera évader pendant un transfert. James revient à Star City et fonde un groupe de criminels, voulant venger la mort de son fils, tué par une flèche du justicier pendant une de ses missions, mais Oliver sait que la vidéo a été trafiquée.
Il meurt poignardé par Ricardo Diaz à la fin de l'épisode 13, qui lui révèle être le vrai meurtrier de son fils.

### Ricardo Diaz / Le Dragon
Interprété par Kirk Acevedo
Ricardo Diaz est l'antagoniste principal de la saison 6. Il rejoint le groupe de Cayden James et l'assassine à la fin de l'épisode 13, après son arrestation par le Green Arrow, lui révélant être le vrai meurtrier de son fils. Diaz a passé la majeure partie de son enfance dans un orphelinat et a plusieurs fois été maltraité, insulté et malmené, que ce soit à l'orphelinat ou dans la rue. La vie ne l'ayant pas épargné, intelligent et méthodique pouvant être impulsive, colérique et d'une grande violence à la moindre insulte ou de déception, il s'est juré de devenir quelqu'un de puissant et de fort n'ayant plus peur de rien.  Il a d'abord été le chef du gang des Scorpions. Après avoir manipulé Cayden James pour servir ses propres dessins, il commence à prendre le contrôle de Star City avec l'aide de son organisation criminelle ainsi que de fonctionnaires et de policiers corrompus. Black Siren s'associe à lui, puis Diaz gagne un empire en se joignant au Quadrant, tuant l'un de leurs leaders après que ce dernier l'ait traité de loser, et se servant d'eux pour éliminer la concurrence, à savoir les Scorpions dont il faisait partie autrefois. Quand Diaz tue Jesse Frederico, le caïd qui l'a malmené toute son enfance à l'orphelinat lui disant qu'il ne sera rien de plus qu'un loser toute sa vie, en l'incendiant, Black Siren réalise que Diaz n'est rien d'autre qu'un psychopathe et un monstre comme son ancien patron (Hunter Zolomon). Elle rejoint la Team Arrow ainsi qu'Anatoly, ce dernier manipulant Diaz pour qu'il tue un autre leader du Quadrant, pour pouvoir jouer la taupe plus longtemps. Diaz tue un troisième leader du Quadrant pour en devenir le seul chef. Puis après que ses forces soient diminuées, ses quartiers généraux ayant été envahis par le FBI faisant équipe avec la Team Arrow, il blesse mortellement Quentin Lance qui prend une balle pour sauver Black Siren puis est vaincu par Oliver Queen qui copie sa "clé USB" pour permettre à Samanda Watson, la cheffe du FBI d'arrêter ses autres complices, puis Black Siren le projette du toit d'un immeuble avec son cri supersonique. Mais il réussit à survivre, et part se cacher néanmoins son empire est détruit. Il est redevenu un perdant.
Il revient dans la saison 7, s’associe à la Tribu des Chasseurs (3 puissants assassins) et utilise ses dernières ressources pour se venger d'Oliver qui a accepté d'aller en prison en échange de l’immunité pour toute son équipe. Mais il est, une nouvelle fois, vaincu par Oliver et envoyé en prison alors que celui-ci est relâché. Lyla et Diggle font appel à Diaz pour arrêter un de ses anciens associés un certain Dante. Ils lui implantent une bombe dans la tête et le force à intégrer la nouvelle Force X composée de Carrie Cutter, Chien Na Wei et Joe Wilson. Mais Diaz les trahi à la première occasion et est renvoyé en prison. Il est tué à la fin de l'épisode 14 de la saison 7 par Emiko Queen.

### Emiko Adachi Queen
Interprété par Sea Shimooka
Emiko Queen est la fille de Robert Queen et de Kazumi Adachi, donc la demi-sœur d'Oliver Queen et l'antagoniste principal de la saison 7. Moira, ayant découvert la deuxième famille de son mari, force Robert à les abandonner. Emiko essaie de gagner de l'argent pour subvenir aux besoins de sa mère et pour survivre jusqu'à qu'elle rencontre Dante qui lui propose de l'entraîner. En essayant de reprendre contact avec son père, celui-ci la rejette pour éviter un scandale donc elle prend la décision de ne pas le prévenir du sabotage du Queen's Gambit, ce qui entraînera sa mort et la disparition d'Oliver. Les années passent, elle devient la leader du neuvième cercle. À la suite du meurtre de sa mère, avec Oliver en prison, elle prend le costume de Green Arrow pour venger la mort de sa mère. Il sera révélé que c'est Dante qui a tué Kazumi Adachi.
En apprenant son existence, Oliver essaie de se rapprocher de sa demi-sœur. Mais à cause du mauvais traitement que leur père leur a fait, elle ne lui fait pas confiance. Pour se venger de son père, Emiko prévoit de détruire Star City en rendant Oliver responsable. Celui-ci tente de la convaincre de renoncer à la vengeance et la colère. Mais elle est trahie par le neuvième cercle et tué. Avant de rendre son dernier souffle, elle avertit Oliver qu'il doit se cacher, lui, Felicity et leur fille.
Maintenant que l'univers a été rebooté, Emiko est toujours en vie et n'est plus la leader du neuvième cercle. C'est aux obsèques d'Oliver qu'elle rencontre sa demi-sœur Thea et Moira qui l'accueillent dans la famille.

## Alliés

### Lyla Michaels
Interprétée par Audrey Marie Anderson
Lyla Michaels est la femme de John Diggle. Elle est membre de A.R.G.U.S. et est à la tête de Task Force X. Elle se remet avec John dans la seconde saison et se remarie par la suite. Ils ont un enfant prénommé Sarah née au début de la troisième saison mais à cause du FlashPoint ils découvrent qu'ils n'ont pas une fille mais un garçon prénommé John Junior.
Elle dirige l'ARGUS après la mort d'Amanda Waller dans la quatrième saison.
Dans la saison 8, il est révélé qu'elle travaille déjà depuis des années avec Mar Novu alias la Monitor. Elle devient Harbinger, le bras droit du Monitor pendant la crise. Dans le nouvel univers, Lyla et John sont toujours mariés et ont deux enfants, Sara Diggle et John Diggle Junior.

### Sara Lance /White Canary
Interprétée par Jacqueline MacInnes Wood (pilote) ensuite par Caity Lotz depuis la saison 2
Sara Lance est la sœur cadette de Laurel. Elle était portée disparue avec Oliver mais a également survécu et échoué sur Lian Yu. Après s'être mise sous les ordres du Dr Ivo pour survivre sur l'île hostile, elle le trahit et finit à nouveau en mer. Elle est recueillie par la Ligue des Assassins et devient un membre actif de la Ligue et l'amante de son maître d'armes, Nyssa. Elle meurt au début de la saison 3 mais est ressuscitée dans la saison 4, grâce au puits de Lazare. Elle rejoint les Légendes de Rip Hunter dans Legends of Tomorrow, elle devient leur chef dans la deuxième saison.

### Nyssa al Ghul
Interprétée par Katrina Law
Nyssa Al Ghul est une des membres les plus dangereuses de la Ligue des Assassins et la fille de leur chef, Ra's al Ghul. Elle arrive à Starling City pour ramener Sara, sa protégée et amante, au sein de la Ligue. Après la mort de Sara dans la saison 3, elle se rapproche de Laurel, toutes les deux deviennent amies. Elle devient la femme d’Oliver Queen lorsqu'il intègre la ligue des assassins contrainte par son père Ra's al Ghul. Elle dissout la Ligue des Assassins dans la saison 4. Elle revient aider Oliver à stopper sa sœur Talia alliée à Prometheus. Deathstroke révèle qu'elle a survécu à l'explosion et qu'elle était à la recherche d'Evelyn Sharp. Elle réapparaît dans la saison 6 et part avec Théa et Roy pour détruire les 3 Puits de Lazare découverts par Malcolm Merlyn peu avant sa mort. Dans le futur, elle devient le professeur de Mia Smoak, la fille d'Oliver et de Felicity.

### Barry Allen/Flash
Interprété par Grant Gustin
Agent de la police scientifique de Central City, il obtiendra des pouvoirs lui permettant d'utiliser la Force véloce et de courir à très grande vitesse. Il trouvera conseil auprès d'Oliver, qu'il sait être un justicier masqué dans sa ville. Dans les crossover, les épisodes spéciaux 8 de la saison 3, 4 et 5 il reviendra pour aider la Team Arrow et inversement.

### Anatoly Knyazev
Interprété par David Nykl
Chef de la Bratva en Russie. il apparaît dans les flash-back de la deuxième saison, où il est capturé et sert de cobaye pour les expériences d'Anthony Ivo.
Dans les flash-back de la cinquième saison, il aide Oliver à intégrer la Bratva. Il reviendra dans la saison 6 pour se venger de la trahison d'Oliver pour sa destitution de chef de la Bratva, mais finalement il se réconciliera avec lui et l'aidera à combattre Ricardo Diaz.

### Ray Palmer / Atom
Interprété par Brandon Routh
Apparaît au début de la saison 3, c'est un homme d'affaires qui finira par créer l'armure d'ATOM, une armure qui permet de rétrécir. Il a eu une relation amoureuse avec Felicity. Il rejoindra l'équipe de Legends of Tomorrow. Au fil de ses aventures, le nouveau membre de l'équipe, Nate Heywood, devient son meilleur ami. Après une mission avec Nora Darhk, il tombe amoureux d'elle et finit par l'épouser. Tous les deux décident de quitter le vaisseau pour une vie tranquille.

### Cisco Ramon / Vibe
Interprété par Carlos Valdes
Scientifique et ingénieur travaillant à Star Labs, il aidera à plusieurs reprises les justiciers de Starling City en modifiant et améliorant leur équipement. Il est aussi appelé Vibe, pour ses pouvoirs permettant de voir des événements passés, présents et futures et d'ouvrir des brèches vers d'autres Terres. Dans la saison 5, il crée un remède pour supprimer les pouvoirs des méta-humains. Dans la fin de la saison 5, il prend la décision de renoncer ses pouvoirs pour être avec sa petite-amie mais reste un membre important de la Team Flash.

### Caitlin Snow / Killer frost
Interprétée par Danielle Panabaker
Scientifique et biologiste de Star Labs. Au cours de la série, on apprend qu'elle a une autre personnalité, Killer Frost, qui a des pouvoirs de glace. Envahie par la peur, elle cherche un remède lui permettant de supprimer cette partie d'elle. Dans la saison 4, Caitlin a appris à tolérer sa présence. Elle apprend que Killer Frost n'a pas été créée à cause de l'accélérateur de particule mais qu'elle fait partie d'elle depuis son enfance. Voulant initialement supprimer cette personnalité, Caitlin et Killer Frost deviennent aussi proches que des sœurs.

### Tatsu Yamashiro / Katana
Interprétée par Rila Fukushima
Femme de Maseo Yamashiro, c'est elle qui soignera Oliver après son combat contre Ra's al Gul. Elle réapparaît dans la quatrième saison, elle a intégré l'Ordre du croissant. Elle fait un duel avec Nyssa, ou elle lui donne un élixir permettant de soigner Théa de sa soif de sang. Depuis cet événement, elle a été bannie de l'ordre et devenue une justicière à Hong Kong.

### John Constantine
Interprété par Matt Ryan
C'est un sorcier que rencontre Oliver dans la quatrième saison sur Lian Yu. C'est grâce à lui que Sara retrouve son état normal après avoir été ressuscitée. Il fait équipe avec les Légendes dans la saison 4 pour chasser des créatures magiques.

### Kendra Sanders / Hawkgirl
Interprété par Ciara Renée
Petite amie de Cisco. Dans une ancienne vie, elle avait des ailes et était la femme de Hawkman. Elle est pourchassée par Vandal Sauvage qui veut la tuer pour devenir plus fort. Elle intègre l'équipe de Legends of tomorrow mais la quitte à la fin de la première saison.

### Carter Hall / Hawkman
Interprété par Falk Hentschel
Mari de Hawkgirl, il la retrouve pour l'aider à vaincre Vandal Savage. Il intègre l'équipe de Legends of Tomorow mais meurt peu de temps après, tué par Vandal Savage mais sera plus tard vengé quand les Légendes tuent Savage pour de bon.

### Vixen
Interprété par Megalyn Echikunwoke
Connaissance d'Oliver Queen, elle apparaît dans la quatrième saison d'Arrow pour l'aider à vaincre Damien Darhk. Sa grand-mère Amaya fait partie des personnages principaux depuis la deuxième saison de Legends of Tomorow.

### Evelyn Sharp / Artemis
Interprété par Madison McLaughlin
Elle apparaît après la mort de Laurel Lance. Elle récupère son appareil sonique et veut se venger d'HIVE qui ont tué ses parents. Dans la cinquième saison, elle fait partie de la nouvelle équipe d'Oliver, mais elle rejoint Prometheus après avoir appris le passé d'Oliver. Elle meurt dans l'explosion de Lian Yu quand Chase se suicide, déclenchant ses explosifs et causant la destruction de l'île.

### Rory Regam / Ragman
Interprété par Joe Dinicol
Habitant d'Havenrock, sa ville a été détruite par un missile de Damien Darhk, que Felicity a détourné pour limiter le nombre de morts. Il en est le seul survivant grâce aux sangles magiques que son père lui a légué.
Il intègre l'équipe d'Oliver afin d'honorer son père. Au cours d'une mission, alors que Felicity et lui se trouvent devant une bombe nucléaire et qu'ils n'ont plus le temps de la désamorcer, il se sacrifie en l'enveloppant avec ses sangles, ce qui ne le tue pas et sauve tout le monde. Mais, ses sangles ne le protégeant plus par la suite, il quitte l'équipe, n'y ayant plus d'utilité selon lui.

### Mick Rory / Heat Wave
Interprété par Dominic Purcell
Personnage de la série Flash, c'est un criminel pyromane et un complice de Léonard Snart. Il intègre l'équipe de Legends of Tomorrow.

### Martin Stein / Firestorm
Interprété par Victor Garber
Personnage de la série Flash, Martin Stein est un brillant scientifique qui a fusionné avec Ronnie Raymond pour devenir Firestorm à la suite de l'accélérateur de particules. Dans la seconde saison de Flash, il devient temporairement malade après la mort de Ronnie Raymond et c'est ainsi que Jefferson Jackson, un footballeur à la carrière brisée, est choisi pour devenir Firestorm suivant. Stein intègre l'équipe de Legends of Tomorrow, il meurt en combattant les nazis de Terre-X.

### Jefferson Jackson / Firestorm
Interprété par Franz Drameh
Il apparaît dans la saison 2 de Flash. C'est un footballeur à la carrière brisé, il fusionne avec Martin Stein pour devenir Firestorm. Il intègre l'équipe de Legends of Tomorrow mais la quitte plus tard dans la troisième saison après la mort de Martin Stein.

### Nathaniel Heywood
Interprété par Nick Zano
Historien qui apparaît dans la seconde saison de Legends of Tomorrow, il intègre leur équipe et devient le commandant Steel. Il les quitte dans la saison 4 pour devenir un membre du Bureau Temporel. Il réintègre l'équipe pour combattre Néron qui a pris possession du corps de son meilleur ami.

### Kara Danvers / Supergirl
Interprété par Melissa Benoist
Héroïne de la série Supergirl, elle s'est enfuie de sa planète natale pour protéger son cousin Superman, mais sa capsule a été déviée dans la Zone Fantôme. Elle a les mêmes pouvoirs que Superman. Elle apparaîtra dans l'épisode 8 de la saison 5 dans un crossover pour aider avec la Team Flash et une partie de la Team Arrow piéger dans une version idéaliste de Star City, dans un autre crossover pour combattre les nazis de Terre-X et puis lors du crossover Elseworld qui annonce une crise qui touchera tout le multivers. Lors de la crise des Terres Infinies, sa Terre a fusionné avec Terre-1 et elle rend hommage Oliver Queen.

### Zoé Ramirez
Interprété par Eliza Faria (jeune) Andrea Sixtos (adulte)
Zoé est la fille de René, sa mère était une droguée et a été tuée par son dealer. Zoé sait que son père est un justicier et il est son héros.
Dans le futur, en 2040, Zoé fait partie du réseau de justiciers appelé Canari avec Dinah.

## Ennemis récurrents

### Chien Na Wei
Interprétée par Kelly Hu
Chien Na Wei (qui est appelée China White par Oliver dans la saison 3) est une cheffe de la Triade japonaise qu'Oliver affronte à plusieurs reprises, à Hong Kong comme à Starling City.

### Floyd Lawton / Deadshot
Interprété par Michael Rowe
Floyd Lawton est un mercenaire et tireur d'élite. John Diggle le recherche activement car il a abattu son frère Andy. Après avoir perdu un œil à cause d'Oliver, il est capturé et recruté par Amanda Waller pour rejoindre la Suicide Squad. Il meurt dans la saison 3.

### Helena Bertinelli / Huntress
Interprétée par Jessica de Gouw
Fille de Frank Bertinelli et ex copine d'Oliver. Elle veut se venger de son père qui a tué son ex-copain. Elle échoue dans la première saison, mais retente l'occasion dans la seconde saison, sauf que son père se fera tuer avant.

### Sebastian Blood / Brother Blood
Interprété par Kevin Alejandro
Sebastian Blood est en apparence un politicien venant en aide à Starling City après l'incident des Glades pour reconstruire la ville sur des bases plus sûres. En réalité, il travaille avec Slade Wilson, qui lui fournit son sang chargé en sérum mirakuru pour réunir une armée de soldats. Il est tué par Isabel Rochev après avoir donné l'antidote du mirakuru à Oliver et Diggle, se sentant trahi par Wilson.

### Isabel Rochev
Interprétée par Summer Glau
Isabel Rochev est une femme d'affaires qui devient propriétaire pour moitié de Queen Consolidated après l'incident des Glades. Oliver essaie de se rapprocher d'elle alors que Moira la connait et la sait redoutable. Elle est en réalité complice avec Slade Wilson. Elle est tuée par Nyssa à la fin de la saison 2.

### Edward Fyers
Interprété par Sebastian Dunn
Fyers est un mercenaire basé sur Lian Yu au moment où Oliver échoue sur l'île, et chargé de faire exploser un avion civil en route pour la Chine afin de provoquer l'effondrement de l'économie chinoise. Il est tué par Oliver dans la saison 1 (flashbacks).

### Anthony Ivo
Interprété par Dylan Neal
Le Dr Anthony Ivo est un médecin cherchant un remède miracle créé par les Japonais au cours de la Seconde Guerre mondiale, le mirakuru, dont les derniers échantillons se trouveraient sur l'île de Lian Yu. Il mène en parallèle sur son navire des expériences afin de recréer lui-même le sérum et fait des tests sur des prisonniers. Il est achevé par Oliver de deux balles dans le corps, après avoir eu le bras coupé par Wilson, qui se vengeait de la mort de Shado.

### Baron Reiter
Le baron Reiter apparaît dans les flashbacks de la quatrième saison. Il est à la recherche de l'idole qui donne des pouvoirs magiques, il se fait tuer par Taiana et Oliver à la fin de la saison.

### John "JJ" Diggle Junior / Deathstroke
Interprétée par Charlie Barnett
John Diggle Junior est le fils de John Diggle et de Lyla Michaels. En 2040, il est le leader du gang Deathstroke. Quand ses parents ont recueilli Connor Hawke, tous les deux sont devenus les meilleurs amis. Cependant, JJ reproche à Connor de lui voler l'amour de ses parents. On apprend qu'il a été endoctriné par Grant Wilson, le deuxième fils de Slade Wilson, pour sa doctrine "les riches sont le cancer de Star City". Grant l'a entraîné pour qu'il devienne son successeur.
Quand l'univers a été rebooté, JJ est désormais fiancé à Mia Queen. Mais il récupère les souvenirs de son ancienne vie en tant que Deathstroke par un inconnu.

## Personnages récurrents

### Walter Steele
Interprété par Colin Salmon
Steele était un proche collaborateur de Robert Queen, à qui il a succédé à la tête de Queen Consolidated après sa disparition, à la suite de quoi il se marie également avec Moira Queen. Alors qu'Oliver revient et que les secrets de Moira vont être révélés, il est enlevé et disparaît pendant plusieurs mois. Il revient au début de la deuxième saison, afin d'apporter son soutien (et celui de la banque de la ville) à Oliver pour qu'il accède à la présidence de Queen Consolidated. Il est mentionné dans le premier épisode de la quatrième saison, où une personne parle de lui en disant qu'il ne veut pas se présenter comme maire de la ville. Quentin Lance lui répond qu'il n'est pas fou et qu'il sait que les trois derniers maires sont morts.

### Yao Fei
Interprété par Byron Mann
Yao Fei est un ancien général chinois exilé sur Lian Yu. Il recueille Oliver à peine échoué sur l'île et lui donne ses premiers conseils de survie. Il est capturé par Fyers, qui se sert de lui comme bouc émissaire de son opération (en lui faisant tourner une vidéo où il revendique l'attentat) avant de l'exécuter.

### Shadow
Interprétée par Celina Jade
Fille de Yao Fei, elle entraine Oliver à l'archerie sur Lian Yu. Ils finissent par devenir amants, avant qu'elle ne soit tuée par le Dr Anthony Ivo. Sa mort, conjuguée au mirakuru, rend fou Slade Wilson, qui l'aimait en secret. Elle a une sœur jumelle, Mei, qu'Oliver rencontre à Hong Kong.

### Amanda Waller
Interprétée par Cynthia Addai-Robinson
Froide avec un cœur de pierre et dépourvu de sentiments, Amanda Waller est la directrice de l'ARGUS et de la Suicide Squad. Waller connait bien Diggle et Lyla et va les forcer à plusieurs reprises à travailler pour l'ARGUS. Elle est tuée dans la quatrième saison par l'unité renégate Shadowspire et l'ARGUS passera ensuite sous la direction de Lyla Michaels

### Sin
Interprétée par Bex Taylor-Klaus
Cindy, surnommée « Sin », est une jeune délinquante de Starling City. Son père a été tué sur Lian Yu et Sara a promis de la retrouver et de la protéger après sa mort. Elle est amie avec Roy et Thea.

### Maseo Yamashiro / Sarab
Interprété par Karl Yune
Maseo a connu Oliver lorsqu'il était en mission secrète à Hong Kong. Après les événements d'Hong Kong, il rejoint la Ligue des Assassins et deviens Sarab. Il se fait poignarder par sa femme Tatsu dans l'avant-dernier épisode de la saison 3.